# Karl Friedrich Schinkel

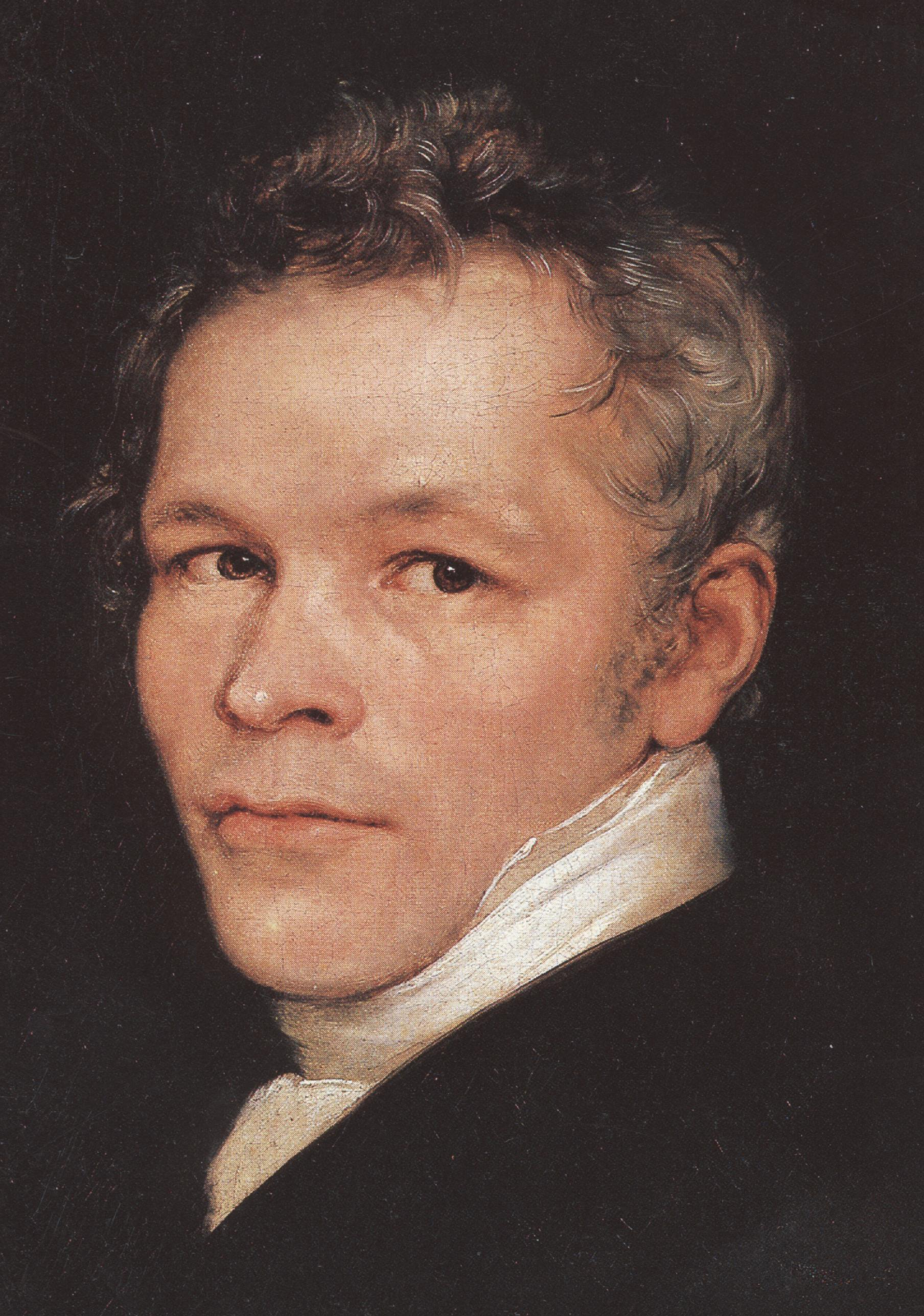
Karl Friedrich Schinkel 1826, Gemälde von Carl Begas. Schinkels Unterschrift:

Karl Friedrich Schinkel (* 13. März 1781 in Neuruppin; † 9. Oktober 1841 in Berlin) war ein Architekt, Stadtplaner, Denkmalpfleger und bildender Künstler in Preußen, der den deutschen Klassizismus und den Historismus entscheidend mitgestaltete. Als Leiter der Oberbaudeputation unterstand ihm eine Bauverwaltung, die fast alle staatlichen Bauvorhaben in ökonomischer, funktionaler und ästhetischer Hinsicht überprüfte. Schinkel war Oberlandesbaudirektor und Architekt des Königs. Seine Bauwerke prägen heute noch das Stadtbild der Mitte Berlins und weiterer Orte.
Nach ihm wurde die Schinkelschule benannt, bei der es sich um mehrere Generationen von Architekten handelt, die unter seinem stilbildenden Einfluss standen. Zu seinen Hauptwerken zählen neben historisch bedeutenden Sakral- und Profanbauten wie der Nikolaikirche in Potsdam, der Friedrichswerderschen Kirche, der Neuen Wache, dem Schauspielhaus und dem Alten Museum in Berlin auch architektonisch revolutionäre Bauten wie das Berliner Gewerbeinstitut und die Schinkelsche Bauakademie. Sowohl hinsichtlich der Bautechniken, Raumkonzepte als auch der Gestaltung gelten einige Werke Schinkels als Wegbereiter des Modernismus in der Architektur.

## Leben und Wirken

### Jugend, Ausbildung und Studium

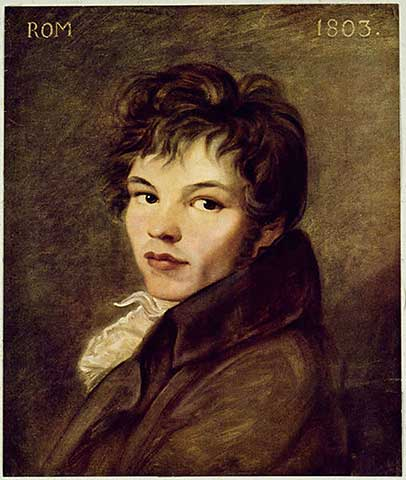
Porträt des jungen Schinkel (Johann Carl Rößler, 1803 in Rom)

Karl Friedrich kam als Sohn von Johann Cuno Christoph und Dorothea Schinkel, geb. Rose (1749–1800), in Neuruppin zur Welt. Er war das zweite von fünf Kindern. Sein Vater arbeitete als Archidiakon und Superintendent der Kirchen und Schulen des Kreises. So wuchs Schinkel die ersten Jahre in einem protestantischen Pfarrhaus auf, bis er im Alter von sechs Jahren seinen Vater verlor, der sich bei Löscharbeiten bei einem verheerenden Brand in Neuruppin eine tödliche Lungenentzündung zugezogen hatte. Danach zog die Familie in das Predigerwitwenhaus um.
1794 verlegten sie ihren Wohnsitz dann nach Berlin. Dort war Schinkel Schüler am Berlinischen Gymnasium zum Grauen Kloster. Er war musikalisch und im Zeichnen begabt, ansonsten sind seine schulischen Leistungen nicht erwähnenswert. In Berlin galt zu dieser Zeit der junge Friedrich Gilly als das aufstrebende Talent unter den deutschen Architekten. Er hatte kurz zuvor mit seinem Denkmalsentwurf für Friedrich den Großen für Aufsehen gesorgt. Nach dem Besuch einer Ausstellung mit Architekturzeichnungen Friedrich Gillys stand Schinkels Berufsziel fest: Er wollte Baumeister werden und begann schon früh zu zeichnen. 1798 verließ Schinkel das Gymnasium und wurde zum Schüler und engen Freund Friedrich Gillys und dessen Vaters David Gilly. Ab 1798 besuchte er deren Lehranstalt zum Unterricht junger Leute in der Baukunst in Berlin, wo er wie andere Architekturstudenten auch zugleich wohnte. Außerdem wurde er im Umkreis des jungen Gilly Mitglied der Privatgesellschaft junger Architekten. 1799 absolvierte er das Feldmesser-Examen vor dem Oberbaudepartement, schrieb sich zusätzlich als Student an der neu gegründeten Berliner Bauakademie ein und absolvierte dort 1799/1800 ein einsemestriges Kurzstudium. Die Ausbildung in der Bauakademie war üblicherweise praxisorientiert. Lediglich im Winter waren Lehrstunden vorgesehen, den Sommer verbrachten die Studenten auf der Baustelle. Zusätzlich bereicherte Schinkel seine Ausbildung durch den Besuch von Vorlesungen an der Akademie der Schönen Künste. Schon 1800 taucht sein Name in den Verzeichnissen nicht mehr auf, in diesem Jahr starb seine Mutter. Schinkel gehörte zu den Ersten, die die Fachprüfungen für den Staatsdienst ablegten und den Titel eines Bauleiters oder Baustelleninspektors erlangten.
Nach dem frühen Tod seines Freundes Friedrich Gilly am 3. August 1800 führte er dessen Bauprojekte unter der Leitung David Gillys fort, dazu gehörte auch das klassizistische Schloss Owińska. Auf dem Pfingstberg in Potsdam plante er den Pomonatempel, es ist sein erstes Bauwerk, das ausgeführt wurde. Weitere Frühwerke Schinkels entstanden ab 1800 auf dem Vorwerk Bärwinkel im Oderbruch und bis 1803 beim Wiederaufbau des in der Nähe liegenden abgebrannten Dorfes Quilitz (heute Neuhardenberg). Das Verwalter- und Molkenhaus auf Bärwinkel gilt als sein erstes architektonisches Hauptwerk und ist nach Auffassung des Bauhistorikers Goerd Peschken ein Folly aus romanischer Basilika und Salomonischem Tempel.

### 1803 bis 1810, Leben und Wirken, Bildungsreise und Malerei

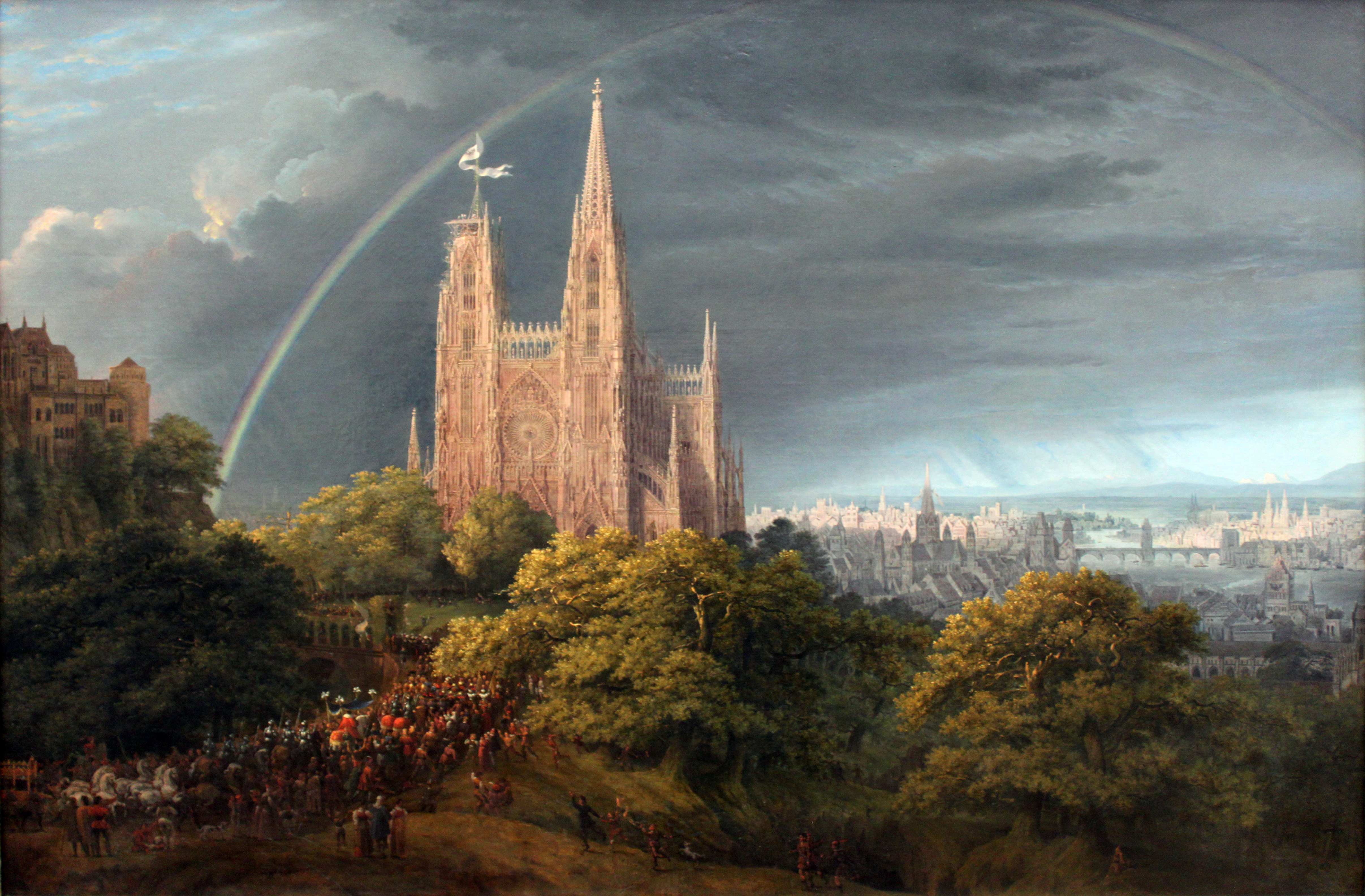
Gemälde von Karl Friedrich Schinkel Mittelalterliche Stadt am Fluss 1815, Nationalgalerie Berlin

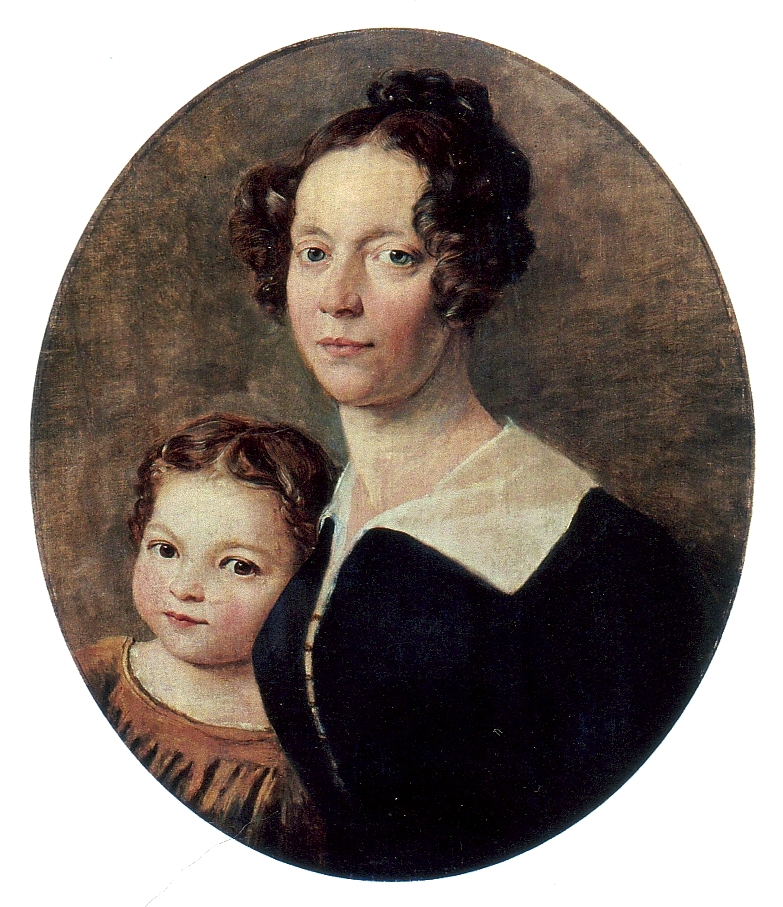
Susanne Schinkel mit Tochter Elisabeth, um 1825

Schinkel unternahm 1803 seine erste Italienreise, deren Bedeutung für seinen künstlerischen Werdegang grundlegend wurde. Er nahm während der Reise mit offenen Augen Eindrücke auf und hielt sie in Skizzen, Tagebuchaufzeichnungen und Briefen fest. Zahlreiche Landschaftszeichnungen und Aquarelle überwiegen gegenüber reinen Architekturaufnahmen. Damals galt er für Joseph Anton Koch und andere Maler mehr als Landschaftsmaler denn als Architekt. Die herausragende Stellung der Malerei in Schinkels gesamtem Lebenswerk erkennt man daran, dass er sich auch später, als die Pflichten als Architekt immer größer wurden, beständig der Malerei widmete. Letztendlich können Malerei und Architektur in seinem Werk nicht scharf getrennt werden.
In seinen Bildern erkennt man den Architekten und in seinen Bauten den Maler. Auf seiner Bildungsreise hielt er sich wochenlang in Dresden, Prag und Wien sowie in Triest und anderen alten Adriastädten auf. Als er und sein Reisebegleiter Johann Gottfried Steinmeyer, der spätere Architekt von Putbus, einmal in einer Herberge Zeuge einer pikanten Szene im Nachbarzimmer wurden, predigte Schinkel „Ruhe und Bezähmung“ als das „Edelste des Menschen“. Über Venedig, Padua, Ferrara, Bologna, Florenz und Siena gelangte er nach Rom. Dort traf er auf Wilhelm von Humboldt und gewann ihn zum Freund. Im April 1804 reiste er weiter nach Neapel und bestieg den Vesuv. Einen dreimonatigen Abstecher nach Sizilien betrachtete er als Krönung seiner Reise. Er fertigte auch dort zahlreiche Zeichnungen und Skizzen von Landschaften oder architektonischen Eindrücken an. Der Rückweg führte ihn über Pisa, Livorno, Genua, Mailand, Turin und Lyon nach Paris, wo er im Dezember 1804 eintraf und unter anderem im Musee Napoleon die Beutekunst Bonapartes besichtigte. 1805 kehrte Schinkel über Straßburg, Frankfurt und Weimar nach Berlin zurück.
Nach der Niederlage gegen die Franzosen in der Schlacht bei Jena und Auerstedt war es in Preußen nicht möglich, größere Bauprojekte zu realisieren. Da Schinkel nicht nur ein begabter Architekt, sondern auch Maler war, nutzte er den Freiraum vermehrt für Gemälde. Die Architektur prägte auch den Charakter seiner in der Folge entstehenden Bilder, bei denen häufig utopische und ideale Stadtlandschaften im Zentrum stehen. 1807 bis 1815 malte er unter anderem Panoramen und Dioramen für Wilhelm Ernst Gropius (1765–1852), der in Schinkels damaligem Wohnhaus ein Café betrieb und seit 1806 eine Maskenfabrik und ein Figurentheater besaß. Dessen Sohn Karl Wilhelm Gropius, der Dekorationsmaler, Verleger, Schausteller und ab 1820 königlicher Theaterinspektor war, zählte ebenfalls zu Schinkels Bekanntenkreis. In dem von französischen Truppen besetzten Berlin zeigte Schinkel 1807 die ersten Panoramabilder, darunter von Konstantinopel und Jerusalem. Das Panorama von Palermo war 1808 besonders erfolgreich. Als das vor Napoleon geflohene Königspaar Friedrich Wilhelm III. und Luise im Dezember 1809 aus Ostpreußen zurückkehrte, ließ es sich Schinkels neue Panoramabilder zeigen.
Am 17. August 1809 ging Schinkel die Ehe mit Susanne Berger, der Tochter eines Stettiner Weinhändlers, ein. Die Eheschließung erfolgte in der St.-Jacobi-Kirche. Sie hatten vier Kinder: Marie (* 1810), Susanne (* 1811), Karl Raphael (* 1813) und Elisabeth (* 1822).

### Wirken 1810 bis 1814, in der Oberbaudeputation

Gotischer Dom am Wasser, Gemälde Schinkels von 1813.

Auf Vermittlung Wilhelm von Humboldts erhielt Schinkel 1810 eine Anstellung zunächst als Dezernent für künstlerische Fragen und dann als Geheimer Oberbauassessor bei der Berliner Oberbaudeputation. Für das Berliner Stadtschloss entwarf er die Inneneinrichtung der Räume Königin Luises. Gemeinsam mit Clemens Brentano, mit dem ihn eine unzertrennliche Freundschaft verband, besuchte er 1811 Graf Hermann von Pückler-Muskau. Er wohnte kurze Zeit im Haus mit den 99 Schafsköpfen. Er wurde zum Mitglied der Berliner Akademie der Künste ernannt. Zu Weihnachten zeigte Schinkel das Panoramabild Der Brand Moskaus, der im selben Jahr stattgefunden hatte. Er wurde am 13. März 1813 dazu aufgefordert, das Eiserne Kreuz nach einer Skizze des Königs zu gestalten. Nach der auf den Geburtstag Königin Luises rückdatierten Urkunde vom 10. März 1813 sollte es „alleinig“ für die Befreiungskriege gestiftet werden, da die Unterwerfung durch Napoleon und die Flucht des Königspaars aus Berlin als „eiserne Zeit“ empfunden worden war. Es war die erste Auszeichnung in Preußen, die jedermann für seine Tapferkeit ohne Ansehen seines Standes verliehen werden konnte. 1814 ersetzte Schinkel die Lorbeerkranztrophäe der Schadowschen Quadriga auf dem Brandenburger Tor durch ein eichenlaubumkränztes und von einem Adler bekröntes Eisernes Kreuz, um die Rückkehr der nach Paris verschleppten Plastik nach Berlin und den Sieg über die napoleonischen Truppen zu feiern. Es kam immer wieder zu einer Neuauflage des Eisernen Kreuzes, das noch heute das Hoheitszeichen der Bundeswehr ist. 1814 zog Schinkel in die Friedrichstraße um. In der Akademieausstellung zeigte er die Ölbilder Schloss am See und Altan mit Fernblick. Als Panoramen zu Weihnachten schuf er zwei Ansichten der Insel Elba, wohin Napoleon zuerst verbannt worden war.
Nach dem Tod Paul Ludwig Simons 1815 wurde er zum Geheimen Oberbaurat ernannt und konnte sich seiner eigentlichen Profession, der Architektur, widmen. In dieser Position war er nicht nur dafür verantwortlich, Berlin in eine repräsentative Hauptstadt von Preußen umzugestalten, sondern auch für Projekte in den preußischen Territorien vom Rheinland im Westen bis Königsberg im Osten. Dabei waren nach den napoleonischen Kriegen aufgrund einer knappen Staatskasse preiswerte Lösungen für die massenhaft anstehenden Bauaufgaben gefragt.

„Europäische Baukunst [ist] gleichbedeutend mit griechischer Baukunst in ihrer Fortsetzung. Keine Maskerade – das Nothwendige der Construction schön zu gestalten ist Grundsatz Griechischer Architektur und muß Grundsatz bleiben für deren Fortsetzung.“

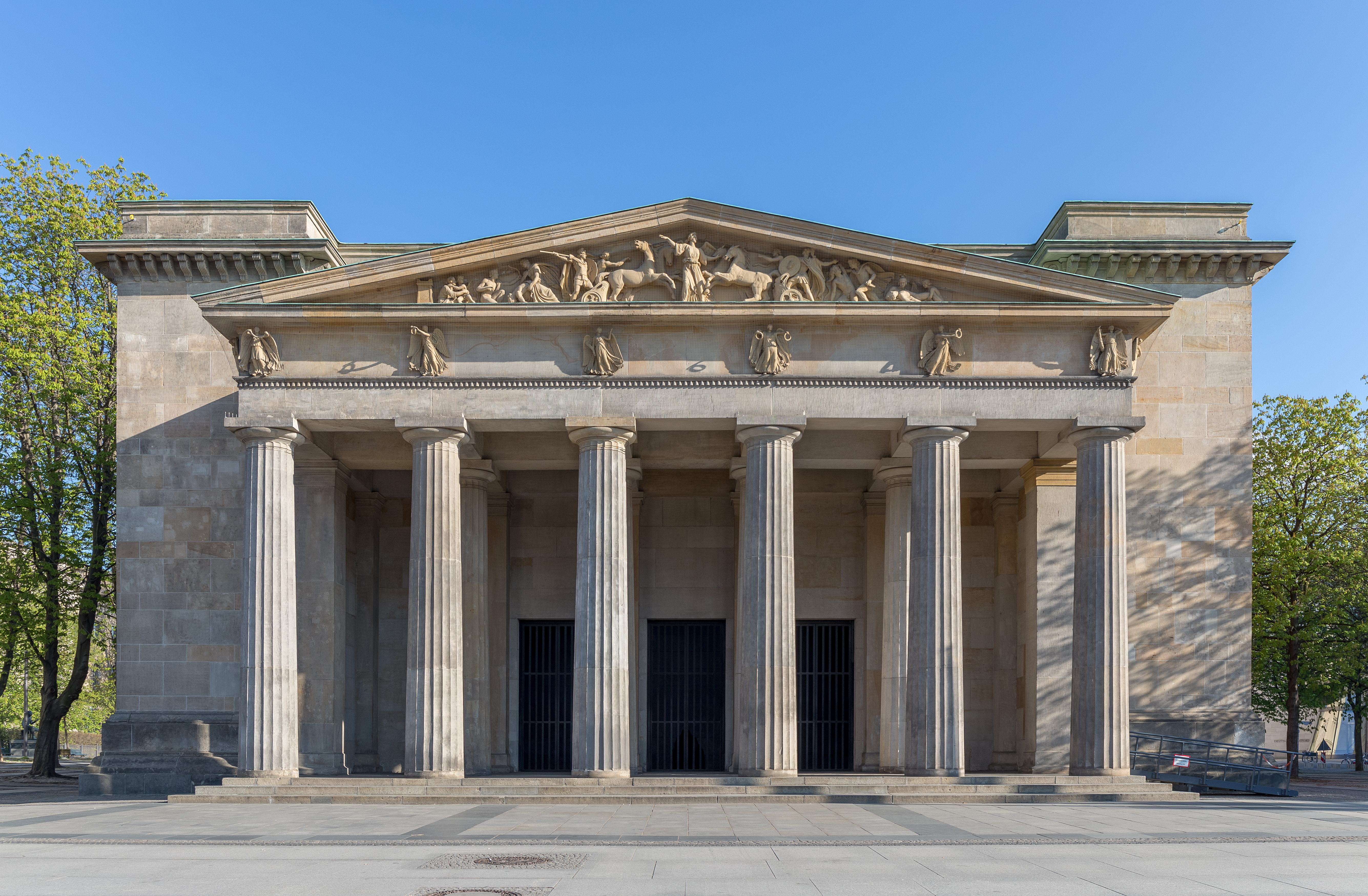
Neue Wache, heute Zentrale Gedenkstätte für die Opfer von Krieg und Gewaltherrschaft

So nutzte Schinkel von 1814 bis 1816 antike, klassische Motive, wie bei seinem Berliner Projekt für die Neue Wache.
Vergleichbare architektonische Werke aus dieser Zeit sind Friedrich Weinbrenners Markgräfliches Palais und der Portikus der evangelischen Stadtkirche in Karlsruhe und Leo von Klenzes Glyptothek in München.

### Lebensstationen und Wirken 1815 bis 1820, Staatsbauten und Gutachten

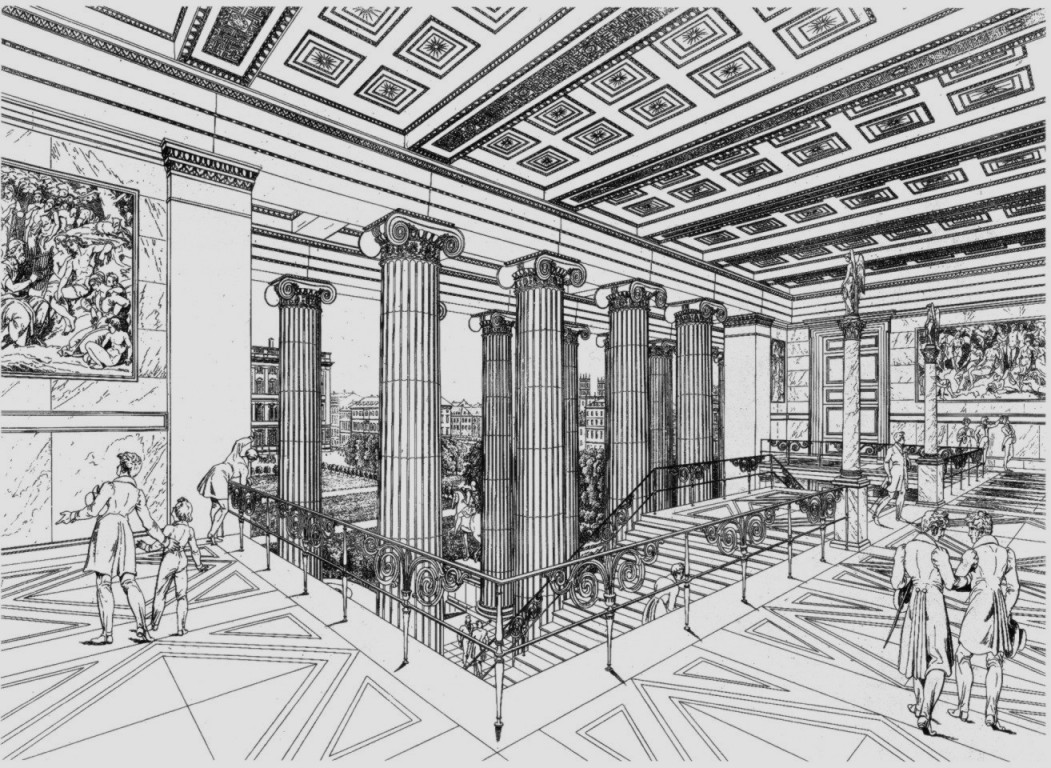
Treppenanlage für das Alte Museum, Zeichnung von Schinkel, 1829

Ab 1815 verwirklichte Schinkel bedeutende Staatsbauten wie die Königswache (Neue Wache), das Schauspielhaus und das Alte Museum. Zudem trat er als Gutachter auf. Gemeinsam mit seiner Frau Susanne und der Tochter Marie reiste er nach Weimar und besuchte dort Johann Wolfgang von Goethe. Unter anderem erstellte er mehrere Gutachten zum Kölner Dom, den er 1816 auf einer Reise als ruinösen Torso kennengelernt hatte, und der ihn so begeisterte, dass er sich für die Rettung des Erhaltenen und den Weiterbau einsetzte. Wie wichtig ihm die Malerei für seine Arbeit als Architekt war, kann man daran ermessen, dass Schinkel die Umgebung des Kölner Domes nach einem eigenen Gemälde gestalten wollte, welches er drei Jahre früher geschaffen hatte. Später plädierte er gegen Verfall und Abriss historischer Bauwerke und ließ Denkmalverzeichnisse anlegen.
Das von Carl Gotthard Langhans erbaute Königliche Nationaltheater am Berliner Gendarmenmarkt brannte am 29. Juli 1817 fast vollständig ab. Sein Sohn, der Architekt Carl Ferdinand Langhans reichte für die Wiedererrichtung Baupläne ein, die aber nicht befürwortet wurden. Ab 1818 wurde es dann nach den Plänen Schinkels neu gebaut. Während der Bauphase arbeitete er eng mit Carl von Brühl, dem Intendanten der königlichen Theater zu Berlin zusammen.
Gemeinsam mit Christian Daniel Rauch und Christian Friedrich Tieck besuchte er 1820 abermals Goethe.
Im Mai 1821 wurde das Schauspielhaus mit Iphigenie von Johann Wolfgang von Goethe eingeweiht. Am 18. Juni 1821 feierte der Freischütz von Carl Maria von Weber seine Welturaufführung als deutsche Oper.

„Herr Geheimer Rath Schinkel machte mich mit den Absichten seines neuen Theaterbaues bekannt, und wies zugleich unschätzbare landschaftliche Federzeichnungen vor, die er auf einer Reise in Tyrol gewonnen hatte. Die Herren Tieck und Rauch modellirten meine Büste, ersterer zugleich ein Profil von Freund Knebel. Eine lebhafte, ja leidenschaftliche Kunstunterhaltung ergab sich dabei, und ich durfte diese Tage unter die schönsten des Jahres rechnen. […] Die Freunde begaben sich nach Weimar, wohin ich ihnen folgte, und die angenehmsten Stunden wiederholt genoß. Es hatte sich in den wenigen Tagen so viel Productives, Anlage und Ausführung, Plane und Vorbereitung, Belehrendes und Ergötzliches zusammengedrängt, daß die Erinnerung daran immer wieder neu belebend sich erweisen mußte.“

Es entstand das Ölgemälde Schloss am Strom. Schinkel wurde zum Professor der Baukunst berufen und Senatsmitglied der Akademie der Künste zu Berlin. Er hielt aber keine Vorlesungen, sondern nahm lediglich Prüfungen ab und urteilte als Juror in Preisgerichten.
Von 1819 bis 1840 gab er 28 Hefte seiner Sammlung architectonischer Entwürfe mit insgesamt 174 großformatigen in Kupfer gestochenen Zeichnungen heraus. In diesen Heften kann man gleichzeitig die Pläne zu seinem sog. architektonischen Lehrbuch sehen. Schinkel wollte kein hermetisch abgeschlossenes Lehrbuch schreiben, wie es fälschlich nach seinem Tod aus seinem Nachlass rekonstruiert wurde, sondern reagierte dynamisch und flexibel auf jede neue Bauaufgabe.

### Lebensstationen und Wirken 1821 bis 1827, Dienst- und Kunstreisen, Autobiographie

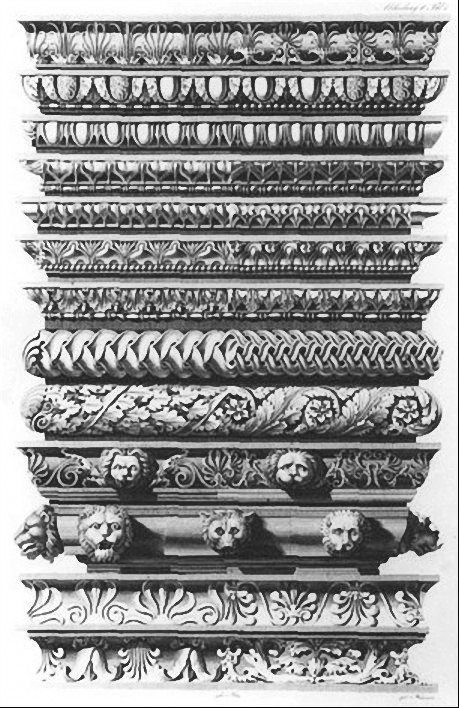
Bildtafel 1 der Vorbilder für Fabrikanten und Handwerker

Gemeinsam mit seiner Familie reiste Schinkel 1821 im Sommer für fünf Wochen nach Stettin. Er verbrachte auch eine Woche auf Rügen. Zum Kölner Dom erstellte er ein ausführliches Gutachten. Von 1822 bis 1837 gab Schinkel gemeinsam mit Christian Peter Wilhelm Beuth die Vorbilder für Fabrikanten und Handwerker heraus. Anlehnung für diese Werke fanden sie bei Aloys Hirt, dem Archäologen und Historiker, in dessen Buch von 1809 Die Baukunst nach den Grundsätzen der Alten (Tafeln): Fünfzig Kupfertafeln zu der Baukunst nach den Grundsätzen der Alten — Berlin, 1809.
Bei diesem aufwändigen Werken mit großformatigen Kupferstichen handelte es sich um eine umfangreiche Sammlung von Abbildungen von Formen und Mustern, die sich überwiegend an der Antike orientierten. Es sollte als ästhetische Orientierungshilfe für Gewerbeschulen und Produzenten zu der Einheit von Nützlichkeit und Schönheit bei Gebrauchsgegenständen beitragen und die beginnende Industrialisierung Preußens fördern. Schinkel bezog seinen neuen Wohnsitz Unter den Linden 4a. In unmittelbarer Nachbarschaft zu seiner Wohnung befand sich Unter den Linden Nr. 8 die berühmte Konditorei Fuchs, deren Innenräume Schinkel um 1820 gestaltet hatte und der Heinrich Heine in seinen Briefen aus Berlin ein literarisches Denkmal setzte. Am 17. August 1822 wurde seine Tochter Elisabeth geboren. 1823 bekam Kronprinz Friedrich Wilhelm zu seiner Hochzeit Schloss Stolzenfels am Rhein geschenkt, Schinkel entwarf die ersten Pläne zum Umbau.
1824 ging er auf eine zweite monatelange Italien-Reise, um Informationen über die Anordnung von Kunstwerken in Museen zu sammeln. Er hatte von Minister Karl vom Stein zum Altenstein den Auftrag erhalten, seine Reise in unmittelbaren Zusammenhang mit dem Museumsbau und dem Sammlungsaufbau in Berlin zu stellen. Auf dem Hin- und Rückweg gab es zahlreiche Zwischenhalte mit weiteren Besichtigungen. Seine Reisebegleiter waren diesmal der Kunsthistoriker Gustav Friedrich Waagen, der Oberfinanzrat August Kerll (1782–1855) und der Hofmedailleur Henri-François Brandt (1789–1845). In einem Brief zu Ende der Reise beklagte sich Schinkel gegenüber seiner Frau über die Scherze des „trivial“ gewordenen Brandt. „Außer einigem Spaß, den er uns gemacht, hat er uns nichts genutzt, wohl aber wir ihm.“ Auf dem Rückweg besuchte er ein weiteres Mal Goethe in Weimar.
1825 malte Schinkel sein letztes bedeutendes Gemälde Blick in Griechenlands Blüte. Die jüngste Tochter des Königs Prinzessin Luise erhielt es als Geschenk zur Hochzeit mit Prinz Friedrich der Niederlande. Mit den Entwürfen für das Schloss Charlottenhof, die Potsdamer Kirche St. Nikolai und das Rathaus in Kolberg begann Schinkel 1826.
Schinkel unternahm außerdem mit seinem Freund Peter Beuth, dem Förderer der preußischen Industrialisierung, eine mehrmonatige Reise über Frankreich nach England und Schottland, um dort die Architektur und das vergleichsweise hoch entwickelte Ingenieurswesen zu studieren. Die Eindrücke von dieser Reise hat er in Tagebucheintragungen, Briefen und Skizzen ausführlich dokumentiert.
1827 verfasste er für die 7. Auflage der Brockhaus-Enzyklopädie selbst den Artikel Schinkel (Karl Friedrich) Es ist seine einzige Autobiographie.

### Lebensstationen und Wirken 1828 bis 1838, Leiter der Oberbaudeputation

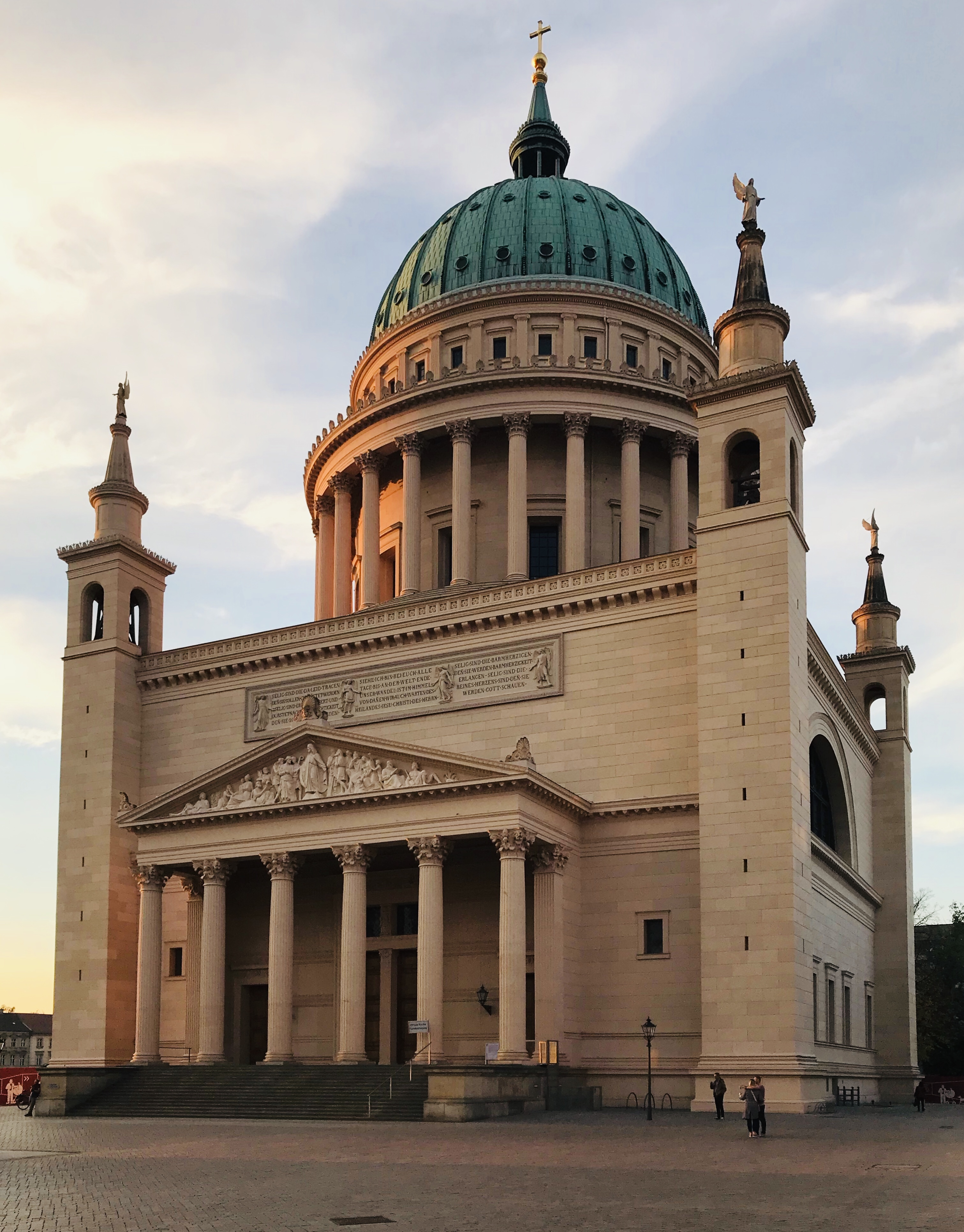
Potsdamer Nikolaikirche von 1837, mit der bis 1850 durch die Schinkel-Schüler Ludwig Persius und Friedrich August Stüler vollendeten Kuppel

Silvester 1828 wurde Schinkel zu einer Feier in das Palais des Prinzen Carl von Preußen eingeladen, auch der König nahm daran teil. Von Ende Juli bis September 1830 reiste Schinkel mit seiner ganzen Familie über die Schweiz nach Mailand und Venedig. Im September erfolgte dann die Grundsteinlegung für die Nikolaikirche in Potsdam. Am 23. Oktober besichtigte der König die Friedrichswerdersche Kirche. Im Treppenhaus des Alten Museums wurde am 27. November eine Büste Schinkels aufgestellt, die Tieck gestaltet hatte.
Am 16. Dezember 1830 erfolgte dann die Beförderung zum geheimen Oberbaudirektor und Leiter der Oberbaudeputation als Nachfolger Johann Albert Eytelweins. Die Oberbaudeputation war eine Revisionsabteilung, die alle Bauvorhaben des Staates Preußen, die 500 Taler überstiegen, in ökonomischer, funktionaler und ästhetischer Hinsicht begutachtete. Dabei behielt sich Schinkel vor, sämtliche Entwürfe zu überarbeiten, was zu einer stilistischen Optimierung der öffentlichen Bauten in ganz Preußen führte. Der Schinkel-Stil wurde zur Mode. Er fühlte sich schon seit langer Zeit stark überlastet und war gesundheitlich angeschlagen. Zum ersten Mal ging er 1831 nach Marienbad in die Kur, zahlreiche weitere Kuraufenthalte folgten. Für einen Palast auf der Akropolis von Athen machte Schinkel mit umfangreichen Plänen und Zeichnungen 1834 einen Vorschlag. Gemeinsam mit seiner Frau Susanne unternahm er im Sommer 1835 eine Dienstreise, die ihn bis nach Rügen führte. Dort übernachtete das Ehepaar im Leuchtturm auf Kap Arkona. 1836 bezogen sie die neue Dienstwohnung im Obergeschoss der Berliner Bauakademie. Er entwarf die Pläne für das Schloss und die Kirche Erdmannsdorf, womit er sich sehr intensiv beschäftigte. Auf eine Dienstreise nach Schlesien nahm er die ganze Familie mit, eine Kur in den böhmischen Bädern und Bad Gastein schloss sich an.
1838 wurde Schinkel zum Oberlandesbaudirektor ernannt, damit war er als der Architekt des Königs auf dem Höhepunkt seiner Baumeisterkarriere angelangt. Er entwarf das Schloss Orianda auf der Krim, das niemals gebaut wurde. Im gleichen Jahr erschien von Franz Kugler die erste Monographie über ihn. Im September fertigte er sein letztes Gutachten über den Aufbau des Kölner Doms. Am Geburtstag des Kronprinzen am 18. Oktober 1838 wurde der Grundstein für Schloss Kamenz gelegt.

### Krankheit und Tod
Seit den späten 1830er Jahren gesundheitlich geschwächt, minderte Schinkel sein enormes Arbeitspensum dennoch kaum. In einem Brief an Prinzessin Marianne erwähnte er 1839 seinen schlechten Gesundheitszustand. Als er im Frühjahr 1840 mit der Eisenbahn nach Potsdam fuhr, befiel ihn eine Lähmung der rechten Hand. Im Juli war er in Bad Gastein zur Kur und stellte erschrocken fest, dass sein Geruchssinn immer schlechter wurde und am Ende ganz erlosch.
1840 versäumte er die Krönungsfeierlichkeiten Friedrich Wilhelms IV., was dieser als Kränkung auffasste. Bei einem letzten Zusammentreffen fielen einige sarkastische Worte, nach denen der König ihn einfach stehen ließ. In Berlin erlitt Schinkel im September 1840 wahrscheinlich mehrere Schlaganfälle mit einer Halbseitenlähmung rechts sowie einer Seh- und Sprachstörung. Nach einjährigem Siechtum starb er in seiner Dienstwohnung in der Berliner Bauakademie. Die Obduktion ergab eine schwere Arteriosklerose der Hirngefäße als Ursache seines Schlaganfalls. Unter großer Anteilnahme der Berliner Bevölkerung wurde er am 9. Oktober 1841 auf dem Friedrichwerderschen Friedhof vor dem Oranienburger Tor beigesetzt.

### Grabmal

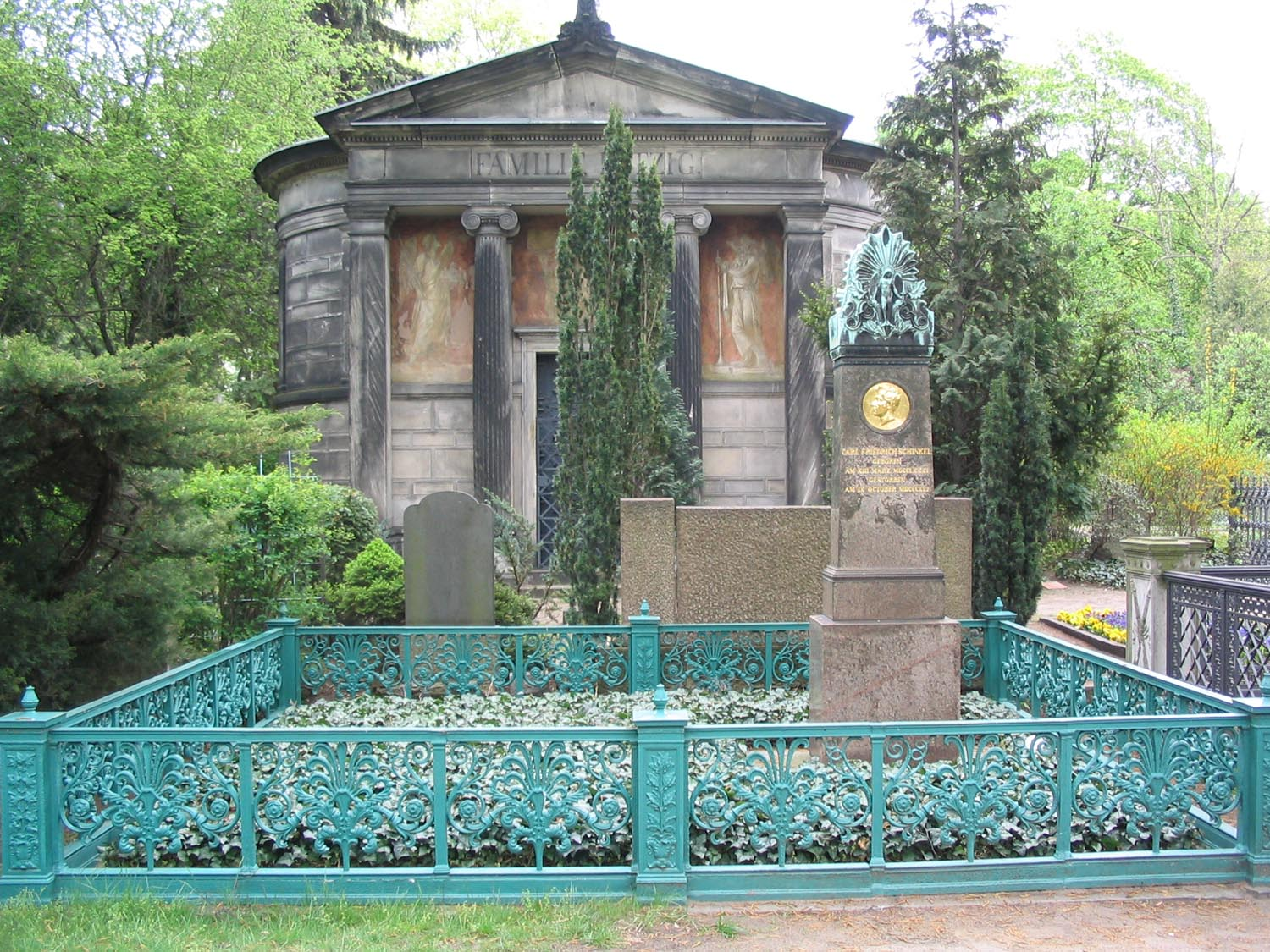
Schinkels Grabstätte auf dem Dorotheenstädtischen Friedhof Berlin (2004, vor der Instandsetzung von 2011)

Schinkel sterbliche Überreste wurden zunächst provisorisch beigesetzt und eineinhalb Jahre später am 22. April 1843 „von seinen Verwandten und näheren Freunden in stiller Feier“ in eine neue Grabstätte auf den Dorotheenstädtischen Friedhof in Berlin (Abteilung CAL G1) umgebettet. Die repräsentative Grabanlage entwickelte Schinkels Freund Peter Beuth im November 1841 und sollte Schinkels ästhetischen Vorstellungen entsprechen: „Ein Grabdenkmal Schinkel’s mußte einfach sein wie er, dauernd wie sein Ruhm; es mußte unter seinen eigenen Entwürfen gewählt werden.“ Die Ausführungspläne der gesamten Grabanlage erstellte der Schinkelschüler und spätere Mitarbeiter Gustav Stier. Als Vorlage für die zentrale Grabstele diente das Grabmal für Schinkels Vormund Sigismund Friedrich Hermbstaedt auf demselben Friedhof, das Schinkel 1833 selbst entworfen hatte. Auf der Vorderseite der Stele aus einem polierten Granit-Monolithen von hellroter Farbe ist ein rundes Bronze-Reliefporträt Schinkels des Bildhauers August Kiß eingelassen, darunter sind der Name und die Lebensdaten des Verstorbenen eingraviert. Von Kiß stammt auch die Bronzeguss-Bekrönung der Stele mit einem Akroterion in Palmettenform, auf der ein männlicher Genius sowie eine Viktoria mit Kränzen erscheinen. Auf der Stelen-Rückseite sind – von drei Bronzerosetten nach Schinkels Entwurf getrennt – eingraviert die Widmung („Gewidmet von seinen Freunden“) und als Grabspruch das Distichon: „Was vom Himmel stammt / Was uns zum Himmel / erhebet / Ist für den Tod zu groß / Ist für die Erde zu rein.“, das auf eine zeitgenössische Antigone-Anverwandlung des Altenburger Gymnasialprofessors Friedrich August Christian Mörlin (1775–1806) zurückgeht. Auch die gusseiserne Schmuckeinfriedung der Grabstätte aus bronziertem Gusseisen wurde nach einem Entwurf Schinkels gefertigt, den er zuvor im Werk „Vorbilder für Fabrikanten und Handwerker“ veröffentlicht hatte.
Peter Beuth hatte Schinkels Grabstätte als „Wallfahrtsort für die Künstler der Nachwelt“ geplant. Sie wurde schon ab 1843/44 in Beschreibungen und Abbildungen veröffentlicht und ist bis heute eine der wichtigsten Sehenswürdigkeiten des an Grabmalen berühmter Persönlichkeiten reichen Friedhofs.
Erst spät wurde wiederentdeckt, dass hier in Schinkels Grabstätte auch die Ehefrau Susanne Schinkel und zwei seiner Töchter, Marie und Susanne beerdigt sind. Im Zuge der Grabmalsanierung von 2011 wurde dies mit einer zusätzlichen Grabplatte der Öffentlichkeit in Erinnerung gebracht.

### Nachlass und Vermächtnis
König Friedrich Wilhelm IV. kaufte 1842 den künstlerischen Nachlass für ein Museum an. In Schinkels Wohnung im zweiten Obergeschoss der Berliner Bauakademie wurde auf Initiative des Königs das erste Schinkel-Museum eingerichtet, das dort von 1844 bis 1873 bestand und als Vorläufer späterer Künstlermuseen gilt. Heute ist als Schinkelmuseum die von ihm erbaute Friedrichswerdersche Kirche bekannt, in der sich unter anderem eine Ausstellung zu seinem Leben und Werk befindet. Schinkels stilbildendes Wirken in Preußen führte über seine berühmten Schüler Ludwig Persius und Friedrich August Stüler zu einer gestalterischen Tradition, die man rückblickend als Schinkelschule bezeichnet.

## Architektur und weiteres Kunstschaffen

### Architektur

#### Klassizismus

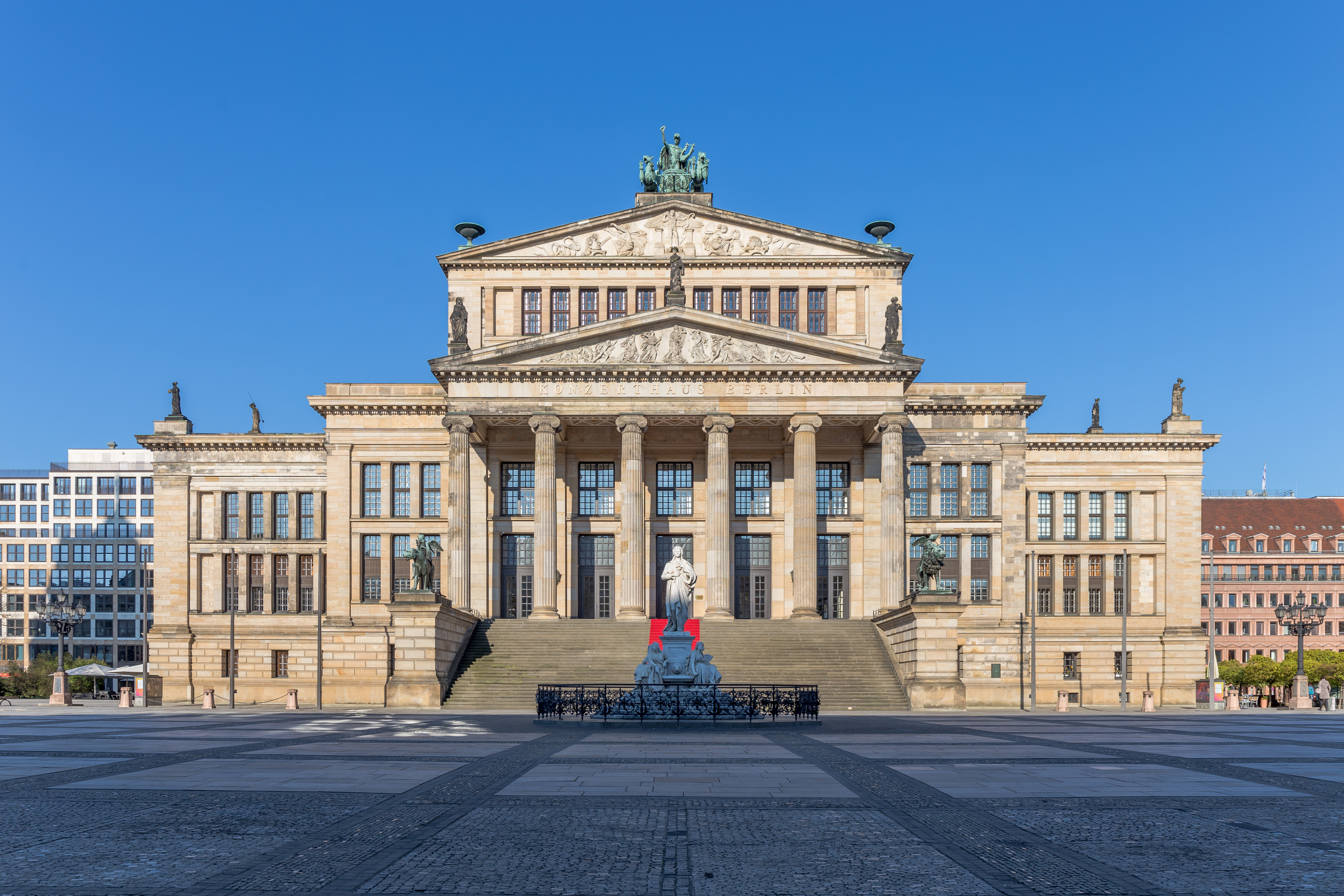
Schauspielhaus in Berlin

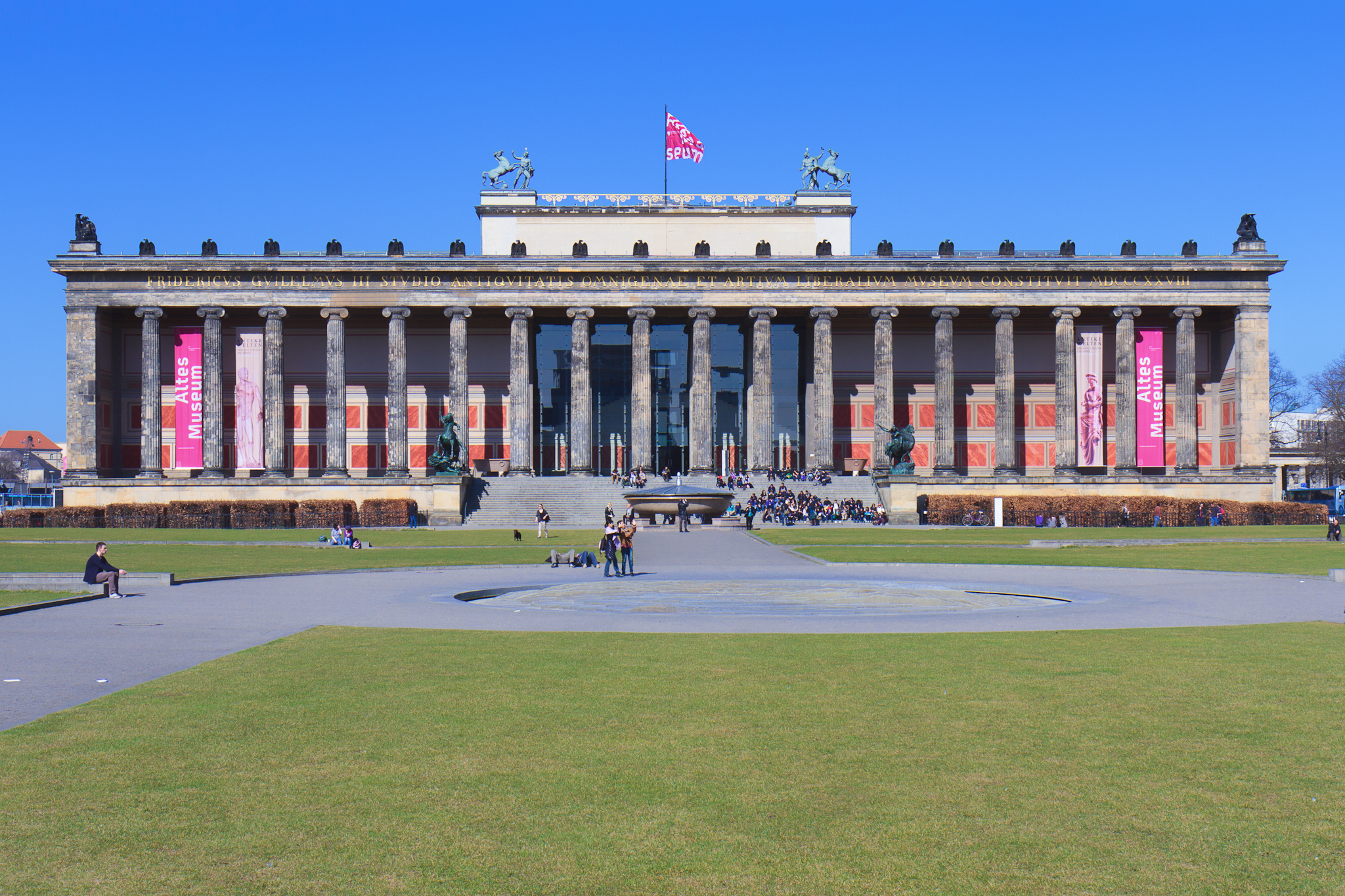
Altes Museum in Berlin

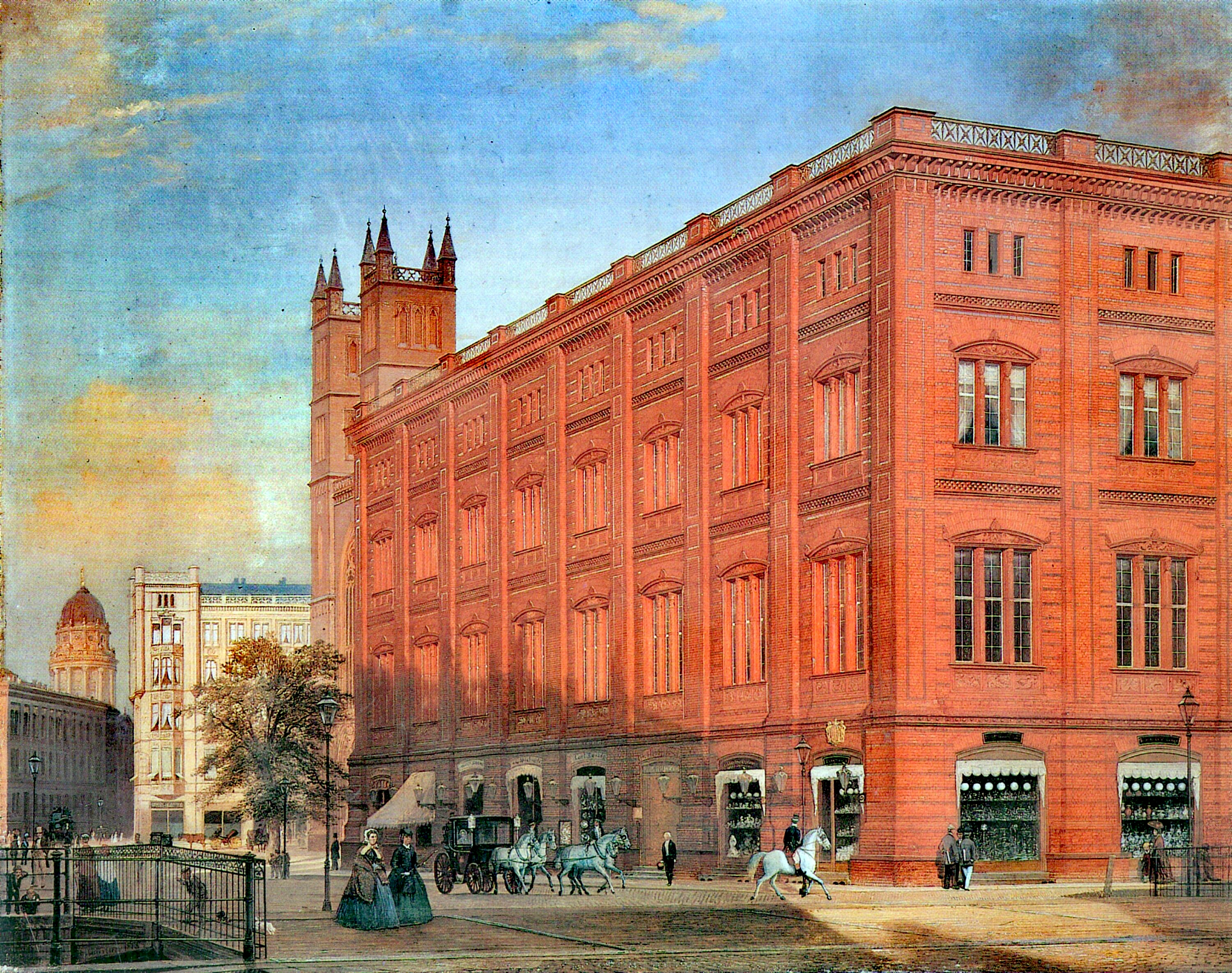
Bauakademie in Berlin, Gemälde von Eduard Gaertner, 1868

Schinkel war nicht nur der klassizistische Stararchitekt Preußens, er leistete auch auf den Gebieten Innenarchitektur, Design und Malerei Herausragendes. Er war beeinflusst von dem feinsinnigen, mit der französischen Revolutionsarchitektur verwandten Klassizismus seines Lehrers Friedrich Gilly. Seine klare Formensprache befindet sich mit ihrer Abkehr von den konkav und konvex schwingenden, überbordenden Fassaden des Barock im Einklang mit der preußischen Aufklärung. Großen Einfluss auf Schinkel und seine Zeitgenossen hatte das bereits 1762 erschienene Werk The Antiquities of Athens der Architekten James Stuart und Nicholas Revett. Gestalt, Masse, Details und Verwendung antiker Elemente sind nun nicht mehr ausschließlich von dem Talent und der Fantasie des Architekten abhängig. Steht beispielsweise bei Carl Gotthard Langhans’ Brandenburger Tor von 1788 die dorische Säule noch auf einer Basis, so verzichtet Schinkel aufgrund seiner Kenntnis antiker Stätten bei seiner Neuen Wache darauf. Seine berühmtesten Gebäude findet man in Berlin und Potsdam. Zu den Höhepunkten seines Schaffens zählt das Schauspielhaus (1819–1821) auf dem Gendarmenmarkt, das ein 1817 vom Feuer zerstörtes älteres Theater ersetzte. Nach der Teilzerstörung im Zweiten Weltkrieg wurde das Gebäude in den 1980er Jahren rekonstruiert.
Zu den bedeutenden Gebäuden gehört auch das Alte Museum; es war das erste öffentliche Museum Berlins und vollendete städtebaulich den Lustgarten gegenüber dem königlichen Schloss. Diesem lag ein Entwurf zugrunde, den er gemeinsam mit seinem engen Freund, dem Oberbaurat und späteren Direktor der Bauakademie Johann Carl Ludwig Schmid, entwickelt hatte. 1821 zeichnete er einen Entwurf für den Bau der Sing-Akademie zu Berlin, der zwar genehmigt, jedoch wegen der zu hohen Kosten zugunsten eines Entwurfs von Carl Theodor Ottmer verworfen wurde. Bereits 1812 hatte Schinkel – der mit Sing-Akademie-Direktor Carl Friedrich Zelter befreundet war, 1813 zum Ehrenmitglied der Zelterschen Liedertafel ernannt wurde und dessen Frau im Chor der Sing-Akademie mitsang – den Entwurf für einen Konzertsaal an der Königlichen Akademie der Künste angefertigt, der jedoch ebenfalls nicht zur Ausführung gekommen war. In Marienwerder in Westpreußen übernahm sein Kollege Salomo Sachs 1816 bis 1820 als Bauinspektor der königlichen Regierung die Bauleitung von Kirchenbauten nach seinen Entwürfen.
1825 konzipierte Schinkel im Auftrag des Königs Friedrich Wilhelm III. die später sogenannte Normalkirche Schinkels, bei der ihm sein erster Kirchenbau, die ein Jahr zuvor vollendete Kirche St. Nicolai in der Magdeburger Neuen Neustadt, als Vorlage diente. Der schlichte klassizistische Rundbogenbau wurde zur Kostenersparnis in Dörfern wie Lütte und kleinen Städten Preußens errichtet. Zwischen 1827 und 1828 entwarf er eines der ersten Kaufhäuser für einen Standort Unter den Linden, welches allerdings wie viele seiner großen Ideen nicht realisiert wurde.
Zu Schinkels innovativsten Bauten zählt das mit Peter Beuth errichtete Gewerbeinstitut Berlin (1829) in der Klosterstraße (historische Mitte). Sie hat für ihre Zeit eine außergewöhnlich schlichte Gliederung mit großen Fensterflächen.
Besondere Strahlkraft entwickelte das prominent gelegene und von Emil Flaminius ausgeführte modulare Gebäude der Bauakademie (1832–1836). Unter der Klinkerfassade mit vielen kunstvollen Reliefplatten aus Terrakotta wies die Bauakademie eine zukunftsweisende bauliche Gliederung auf. Mit ihrer funktionalen Schlichtheit beeinflusste sie ganze Generationen von Architekten bis hin zum Deutschen Werkbund und dem Bauhaus. Mit ihr hat Schinkel eine zusätzliche eigenständige Formensprache entwickelt. Gewerbeinstitut und Bauakademie gelten als die Bauwerke Schinkels, die am deutlichsten in die Zukunft weisen und als Hauptwerke seines Technizismus anzusehen sind.

#### Neugotik

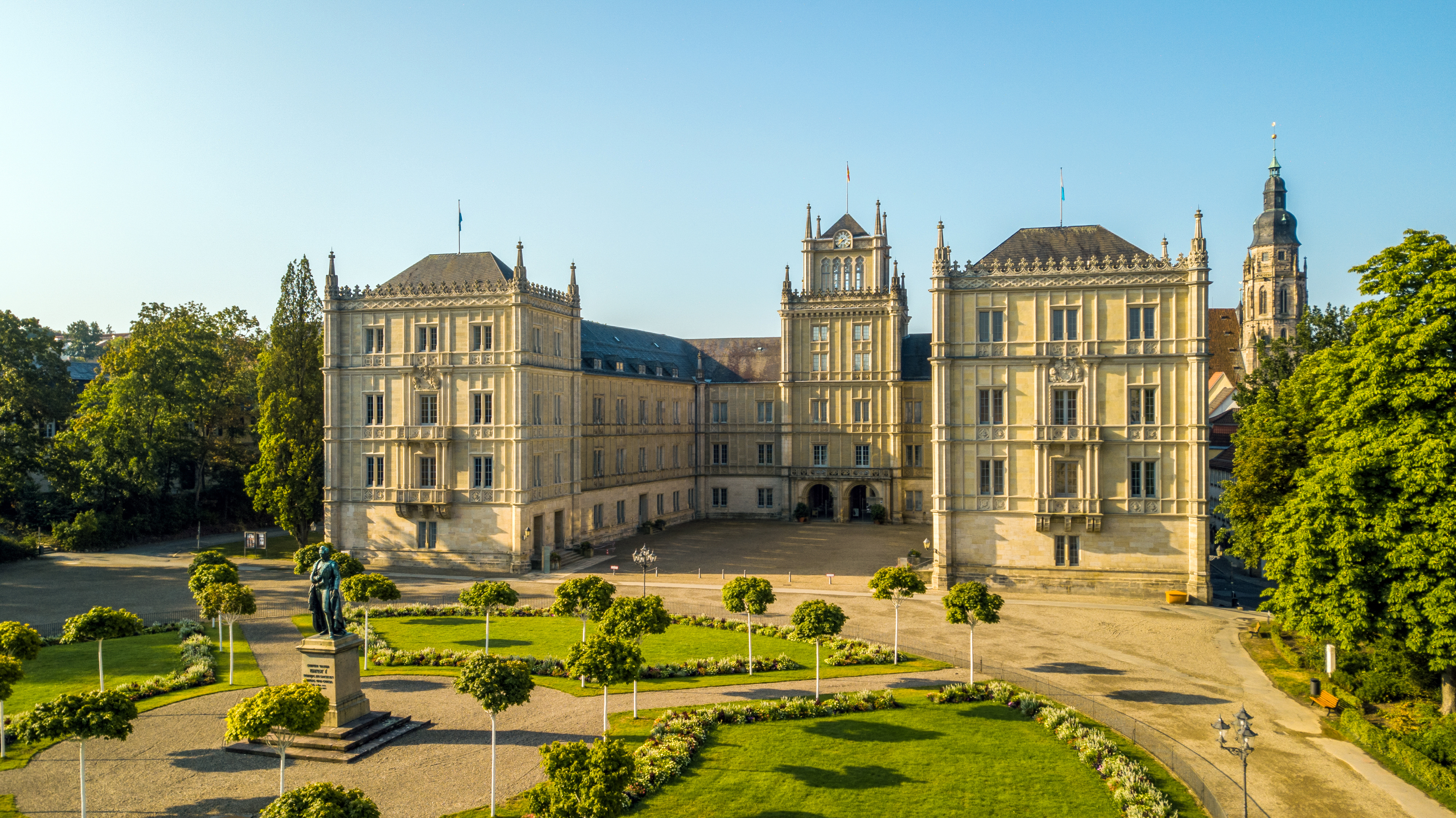
Schloss Ehrenburg in Coburg von 1810

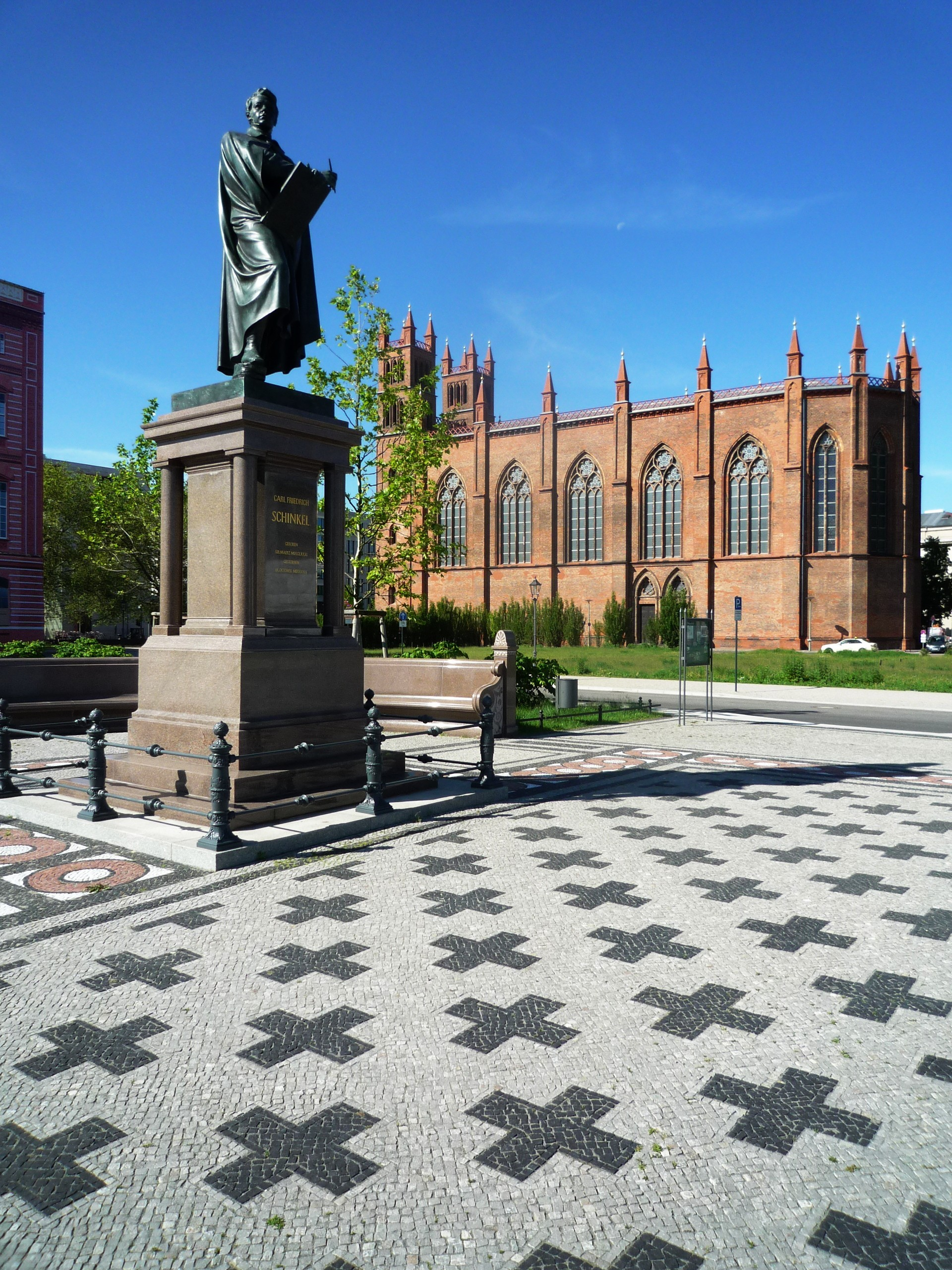
Schinkel-Denkmal auf dem rekonstruierten Schinkelplatz in Berlin, dahinter die von Schinkel entworfene Friedrichswerdersche Kirche

Zwar kannten bereits das Rokoko und der englische Barock vereinzelt Nachahmungen des gotischen Stils. Verstärkt wurde diese Tendenz aber erst unter dem Einfluss der Romantik zu Anfang des 19. Jahrhunderts. Der neugotische Stil verweist zurück auf das Mittelalter, um diese geschichtliche Epoche als goldenes Zeitalter zu verklären und in die Gegenwart zu verlängern. Neben seinen klassizistischen Bauten erschloss Schinkel auch die gotische Formensprache neu und griff damit dem Historismus bzw. Eklektizismus vor. Der junge Schinkel erkannte eine Verbindung zwischen der Gotik und der Natur als Hort der Freiheit. Die Gotik wirkt als regellose und freie Architektur. Die Natur erscheint frei, weil sie dem gesellschaftlichen Zugriff nicht ausgeliefert ist. Auf Gotik und Natur werden die gleichen Wesensmerkmale und die gleichen Werkkategorien projiziert. An der Gotik werden Kriterien der Natur aufgezeigt. Landschafts- und Naturformen werden dafür wie gotische Architekturformen beschrieben. Zwischen der freien Gotik und dem zweckgebundenen klassizistischen Stil sah der junge Schinkel einen Antagonismus. In der gotischen Architektur konkretisiert sich subjektive Freiheit, im Klassizismus eine objektive Notwendigkeit und ein daraus entspringendes kategorisches Sollen.

„Die Verzierung der Goten dient einer frei wirkenden Idee, die der Antike einem Erfahrungsbegriff. Beide wollen charakterisieren, aber die eine charakterisiert nur die auf eine psychische Nützlichkeit gehende Zweckmäßigkeit, die andere hat den Zweck, eine freie Idee zu charakterisieren.“

Schloss Ehrenburg in Coburg gehörte dabei im Jahr 1810 zu seinen ersten an der Gotik orientierten Entwürfen.
Das gusseiserne neugotische Kriegerdenkmal für den Berliner Kreuzberg entwarf Schinkel 1818. Für die Friedrichswerdersche Kirche hatte Schinkel 1821 drei verschiedene Entwürfe angefertigt: eine klassische, eine gotische und eine Renaissance-Version. Gebilligt wurde dann die gotische Fassung. Schinkel etablierte gotische Formen und unverputzte Klinker als Fassadenmauerwerk. Es handelt sich um den zweiten Sichtziegel-Sakralbau seit dem Mittelalter, zuvor entstand bereits zwischen 1803 und 1809 als stilreines Beispiel der frühen Neugotik die römisch-katholische Kirche St. Helena und Andreas im Schlosspark von Ludwigslust der mecklenburgischen Hofbaumeister Johann Christoph Heinrich von Seydewitz und Johann Georg Barca. In Mecklenburg dienten Schinkels Entwürfe für die Friedrichwerdersche Kirche wiederum als direktes Vorbild für den neugotischen Umbau der Dobbertiner Klosterkirche ab 1828 unter der Leitung des Schweriner Baumeisters Georg Adolf Demmler (Schüler von Karl Friedrich Schinkel).

#### Entwürfe als selbständige Werke

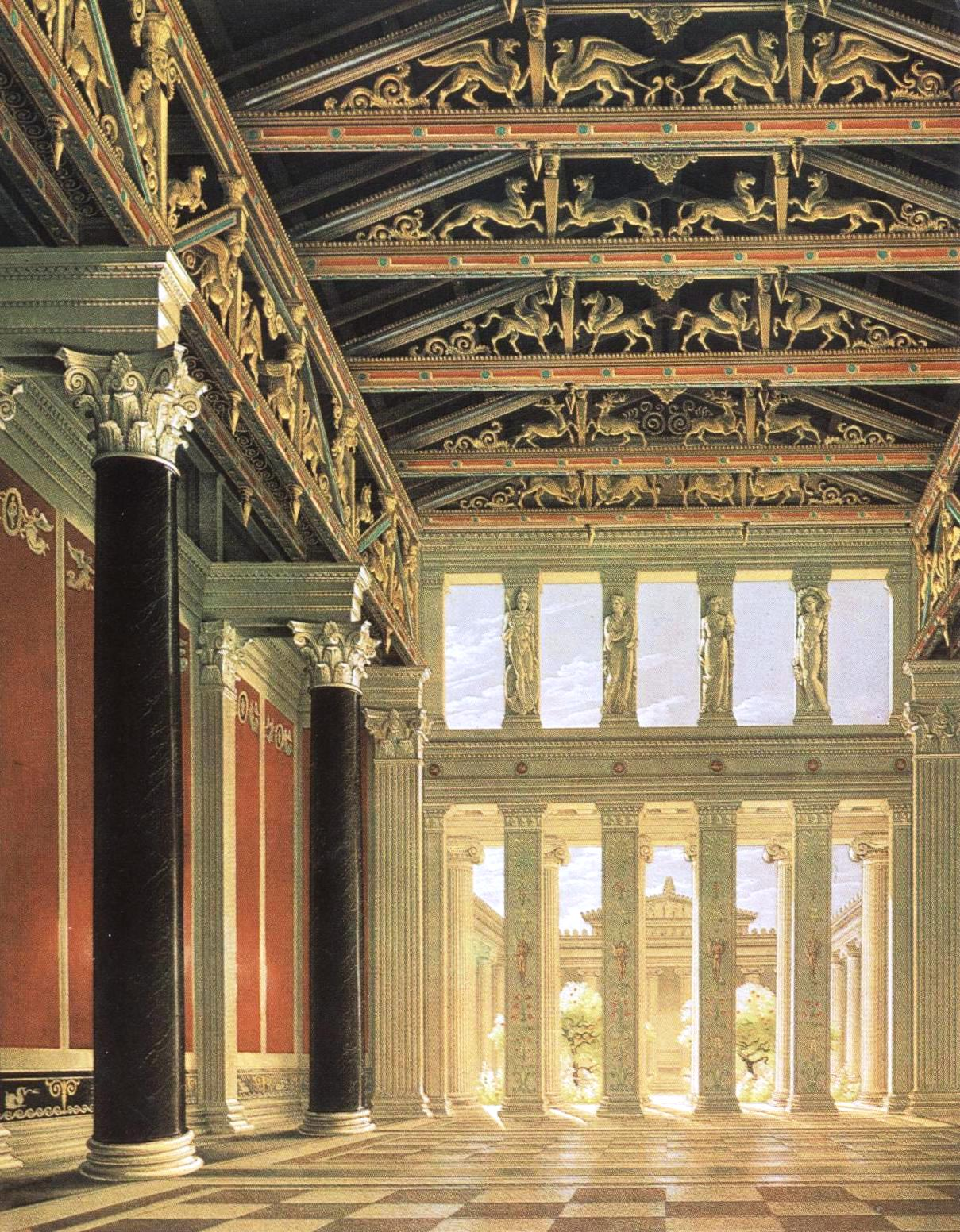
Empfangssaal Akropolis

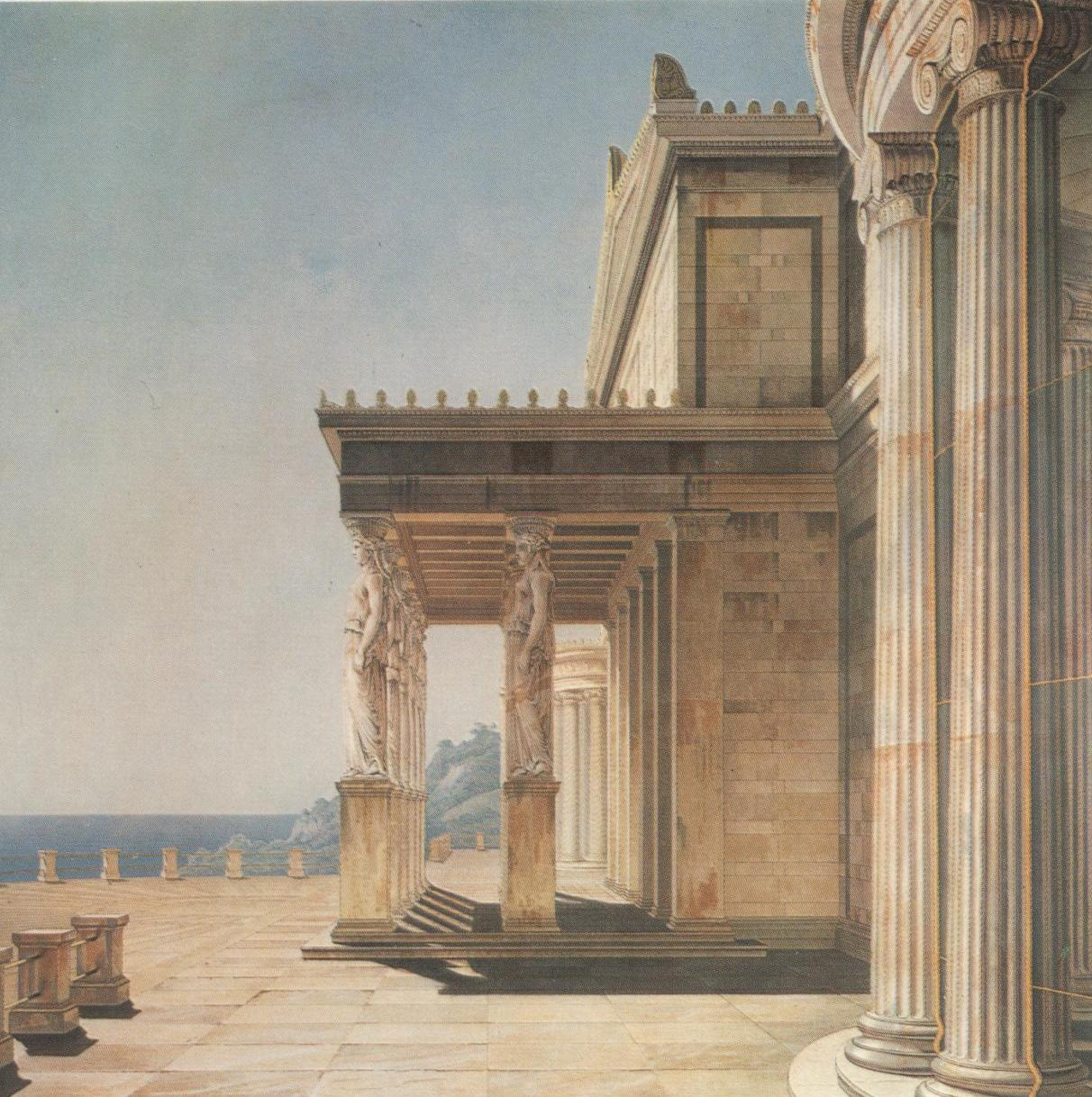
Terrasse Orianda

Bühnendekoration Zauberflöte

Schinkels Bedeutung liegt nicht nur in architektonischen Entwürfen für die Gebäude, die tatsächlich gebaut wurden, sondern auch in seinen theoretischen Arbeiten. Dazu zählen insbesondere die unausgeführten Pläne für die Umgestaltung der Athener Akropolis in einen Königspalast und für die Errichtung des Orianda-Palasts für die russischen Zarenfamilie auf der Krim. Diese wurden in seiner Sammlung architektonischer Entwürfe (1820–1837) und seinen Werken der höheren Baukunst (1840–1842; 1845–1846) veröffentlicht. Schinkels Pläne für ein Königsschloss auf der Akropolis, die er im Auftrag des preußischen Kronprinzen für König Otto I. von Griechenland 1834 fertigte, hätten zu einer vollständigen Überbauung des Burgbergs durch eine antikisierende Palastarchitektur geführt. Die Ruinen von Parthenon, Propyläen, Erechtheion und Niketempel sollten in die Gärten dekorativ integriert werden. Die Pläne wurden unter dem Gesichtspunkt des Denkmalschutzes von Leo von Klenze als „Sommernachtsträume“ heftig kritisiert und die Akropolis zum ausschließlichen Betätigungsfeld der Archäologen erklärt. Den Auftrag für Schloss Orianda hatte Schinkel 1838 von der Zarin Alexandra Feodorowna erhalten, die sich einen Palast im warmen Klima der Krim wünschte. Er sollte an den Ufern des Schwarzen Meers im klassizistischen Stil errichtet werden.

„Diese Aufgabe, welche eine Menge perspektivischer und architektonischer Zeichnungen forderte […] hätte mir noch mehr Genuss gewährt, wäre sie in eine ganz gesunde Periode meines Lebens gefallen, so musste ich mit mir viele Kämpfe bestehen, um mich hintereinander daran zu halten. Diese Arbeit hätte sich zu einer Ausstellung wohl qualifiziert, aber die schleunige Absendung hinderte dieses Unternehmen.“

Mit unerschöpflicher Phantasie hat Schinkel ein Traumschloss statt einer einfachen Sommerresidenz zu Papier gebracht: Eine Portikus mit Karyatiden auf der vorgelagerten Terrasse gibt den Blick aufs Meer frei. Bändergeschmückte Säulen und Wasserspiele stehen im Innenhof. Für die Hofmitte ist ein tempelartiger Pavillon geplant, unter dem in einem mächtigen Gewölbe Kunst aufgestellt werden sollte. Als Dank erhielt Schinkel von der Zarin eine Perlmuttdose.

### Gemälde, Bühnenbilder und Design
Neben seinen zahlreichen Bauten schuf Schinkel auch Werke als Maler, Bühnenbildner, Innenarchitekt und Designer. In seinen Bildern entwickelte er teilweise architektonische Lösungen, die er später in seinen Bauten verwirklichte. In der Berliner Kunstausstellung von 1810, wo auch das Gemälde Der Mönch am Meer von Caspar David Friedrich erstmals gezeigt wurde, stellte Schinkel die Lithographie Gotische Kathedrale hinter Bäumen aus. Die Berliner Königlich Preußische Akademie der Künste nahm Schinkel 1811 als ihr Mitglied auf. 1813/14 malte er für den Seidenfabrikanten Jean Paul Humbert sechs Tafelbilder für einen Saal in dessen Berliner Haus Brüderstraße 29 aus. Es war sein größter Auftrag als Maler. Ruhm erlangte er mit seinen Bühnenbildern im Rahmen einer Reform des Berliner Theaters wie beispielsweise 1816 zu Mozarts Zauberflöte, die teilweise auch noch viel später in modernen Inszenierungen Verwendung fanden. Für das Nationaltheater am Gendarmenmarkt entwarf er bis 1832 Bühnenbilder für insgesamt 42 Stücke. Sein Meisterwerk als Maler schuf er mit den Entwürfen für das Wandbildprogramm des Alten Museums in Berlin. In diesem monumentalen Bilderzyklus entwickelte er eine Synthese aus gotischem und klassischem Stil. Schinkel war damit ab 1823 bis zu seinem Tode beschäftigt. Sein letztes großformatiges Gemälde Blick in Griechenlands Blüte aus dem Jahre 1825 idealisiert die antike Baukunst.
Für königliche Schlösser und Landsitze entwarf Schinkel die Innenarchitektur und zahlreiche Möbel, die häufig vom Berliner Hoftischler Karl Wanschaff gefertigt wurden. Gut erhalten sind diese Arbeiten im Schloss Charlottenhof und im Neuen Pavillon. Gartenmöbel aus Gusseisen nach seinen Entwürfen werden noch heute hergestellt. Um seine Entwürfe wie Kronleuchter, Kandelaber, Wandverzierungen und Verzierungen für Möbel (aufgesetzte Blätter und Rosetten) ökonomisch umzusetzen, ließ er die Objekte in Holzbronze ausführen. Hier bediente er sich Carl August Mencke (1776–1841), dem Erfinder dieses Materials, dessen Firma seinen künstlerischen hohen Ansprüchen und Wünschen voll genügte. Ebenso fertigt die Königliche Porzellan-Manufaktur Berlin („KPM“) noch einige Entwürfe, wie die Vasen „Fidibus“, „Trompetenform“, den zweiteiligen „Zuckerkorb“ und den „Schinkelkorb“.

## Werke

### Gebäude

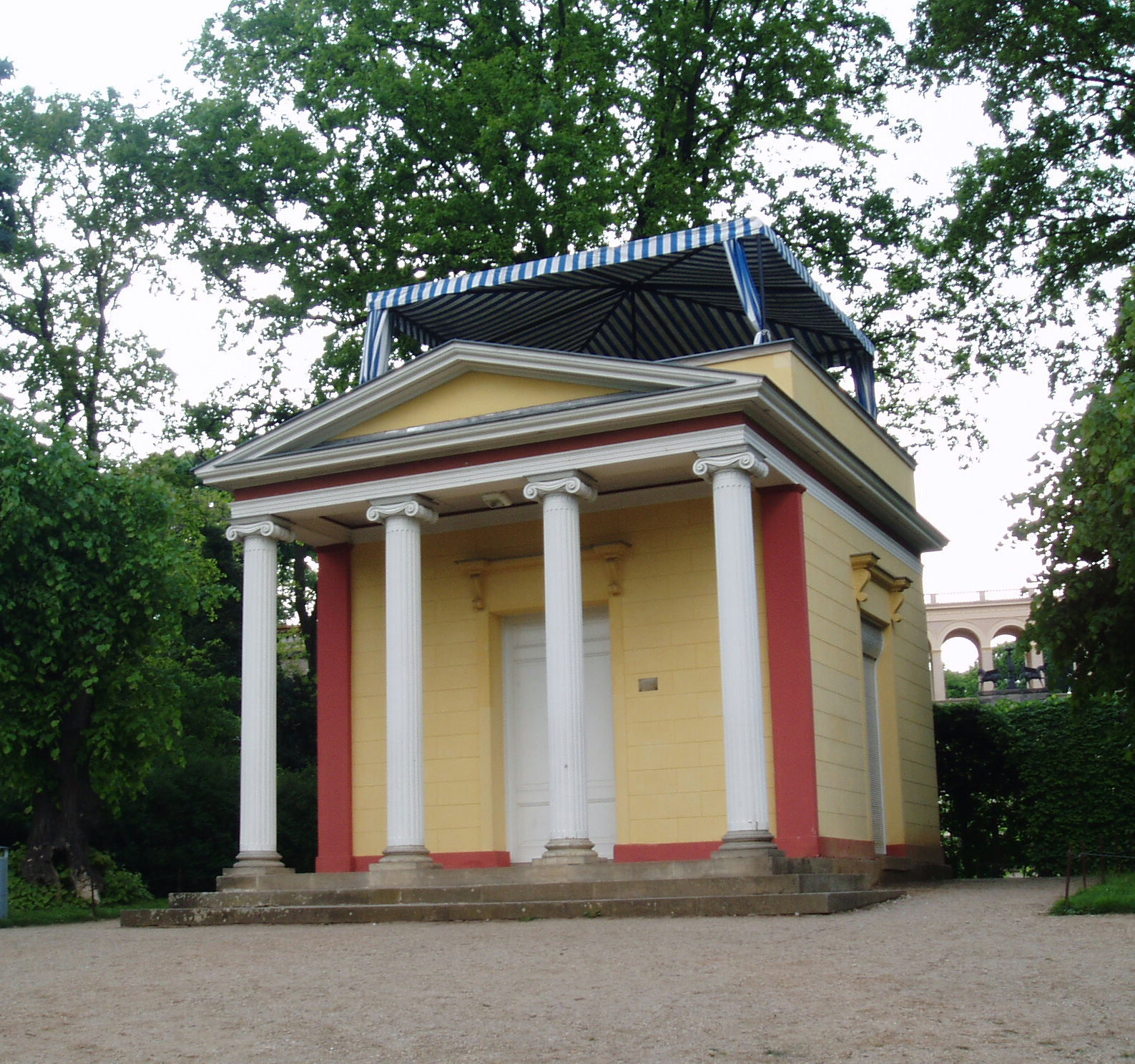
Pomonatempel in Potsdam

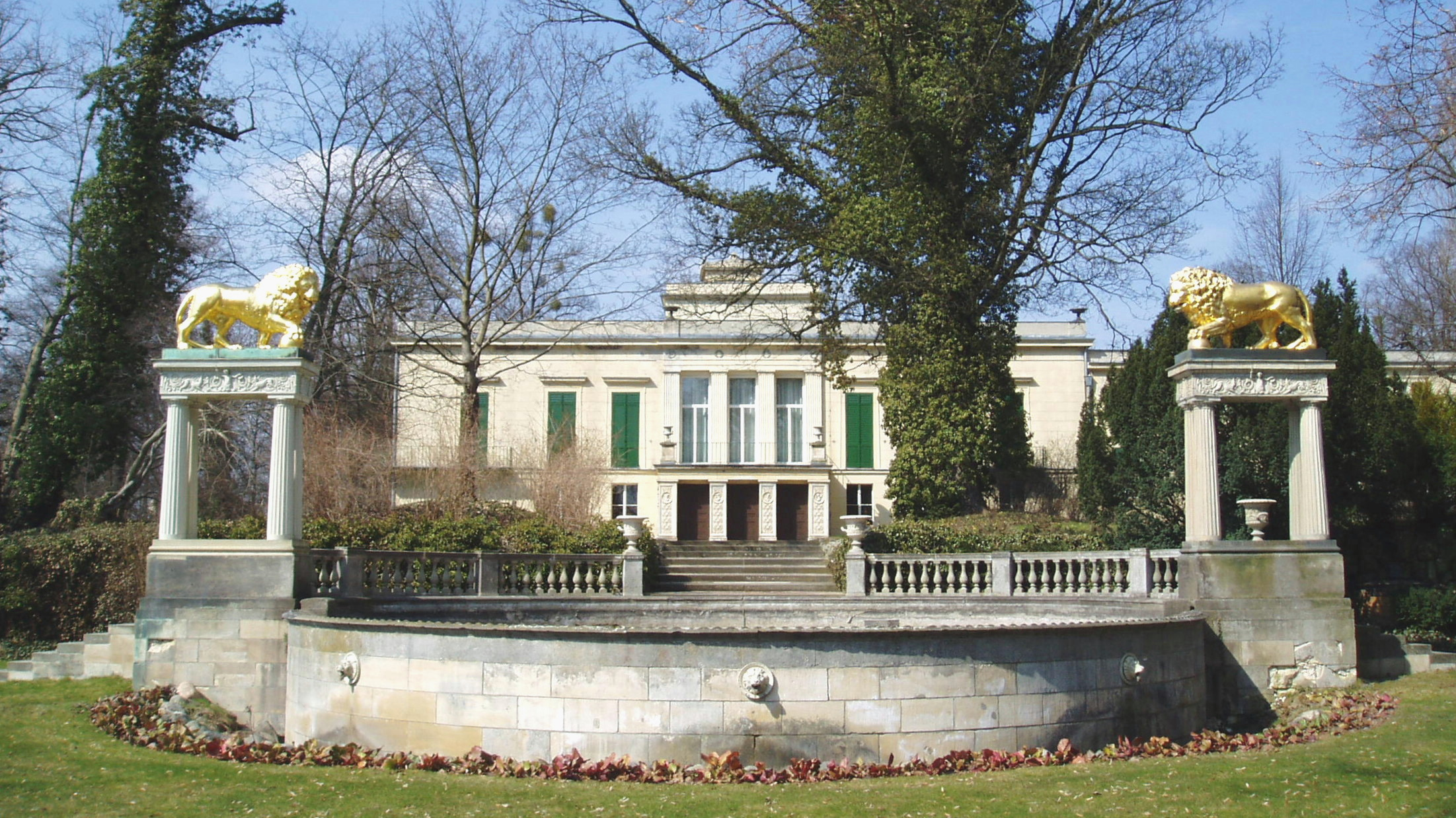
Schloss Klein-Glienicke in Berlin

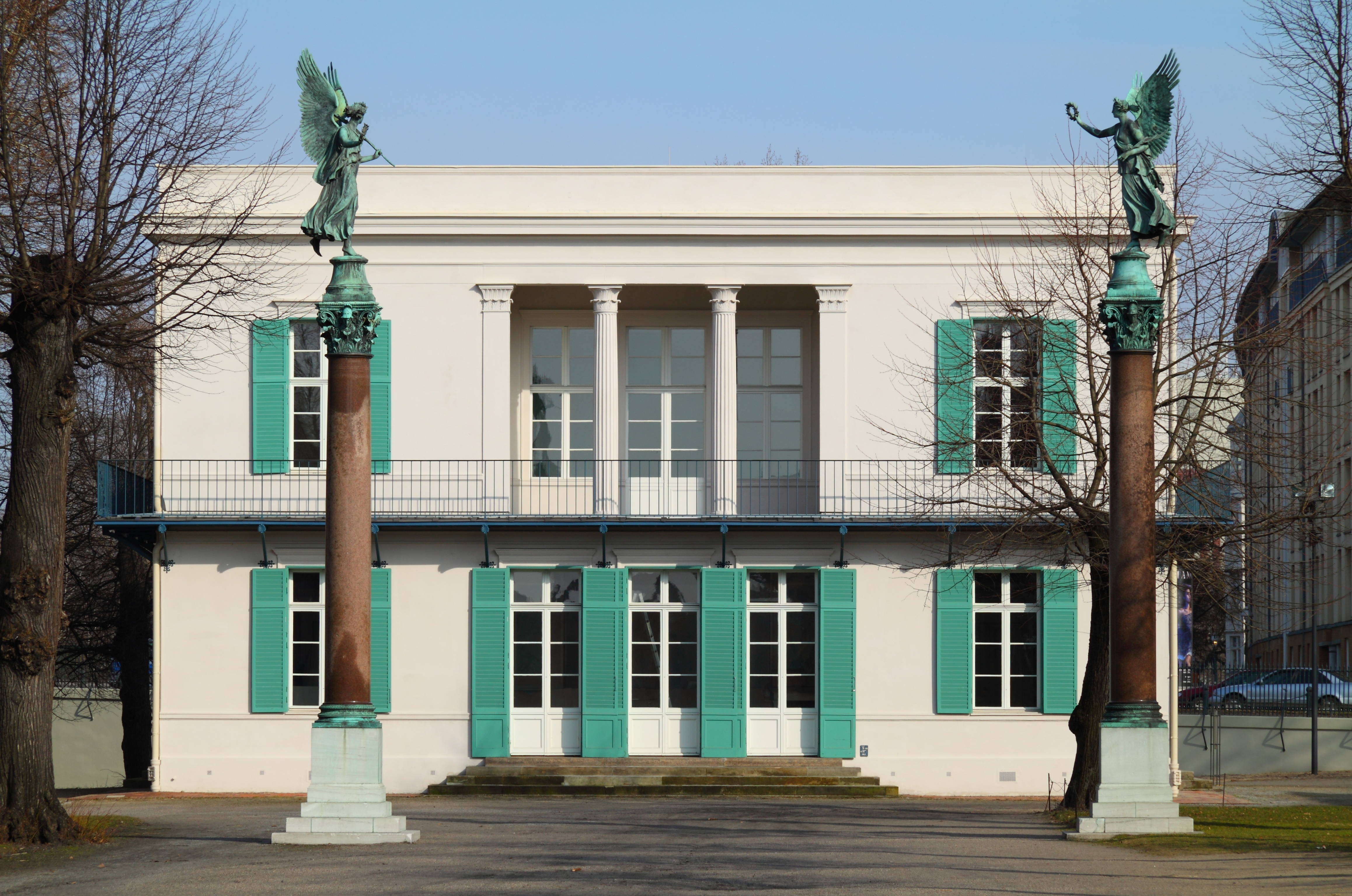
Neuer Pavillon in Berlin-Charlottenburg

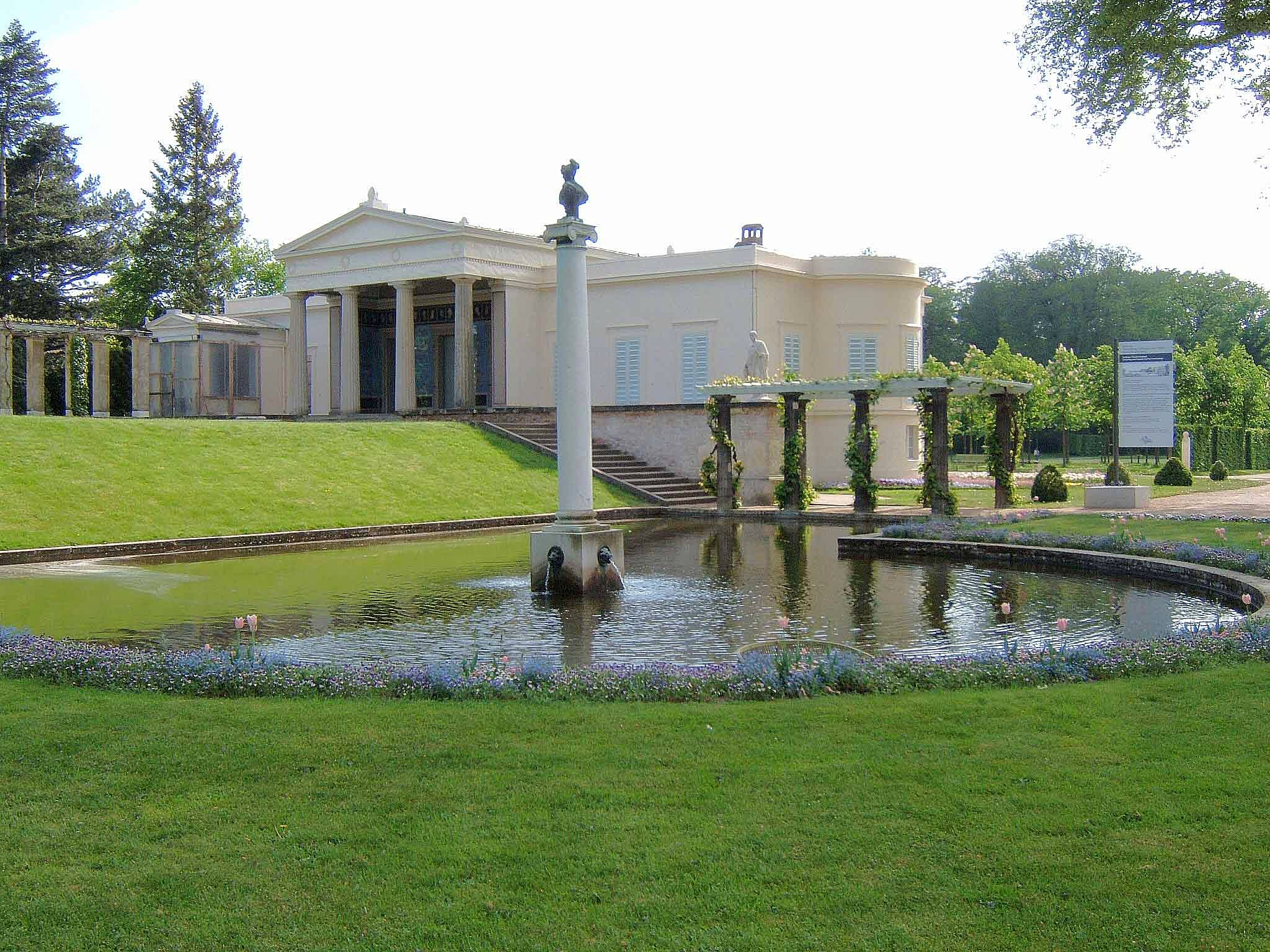
Schloss Charlottenhof in Potsdam

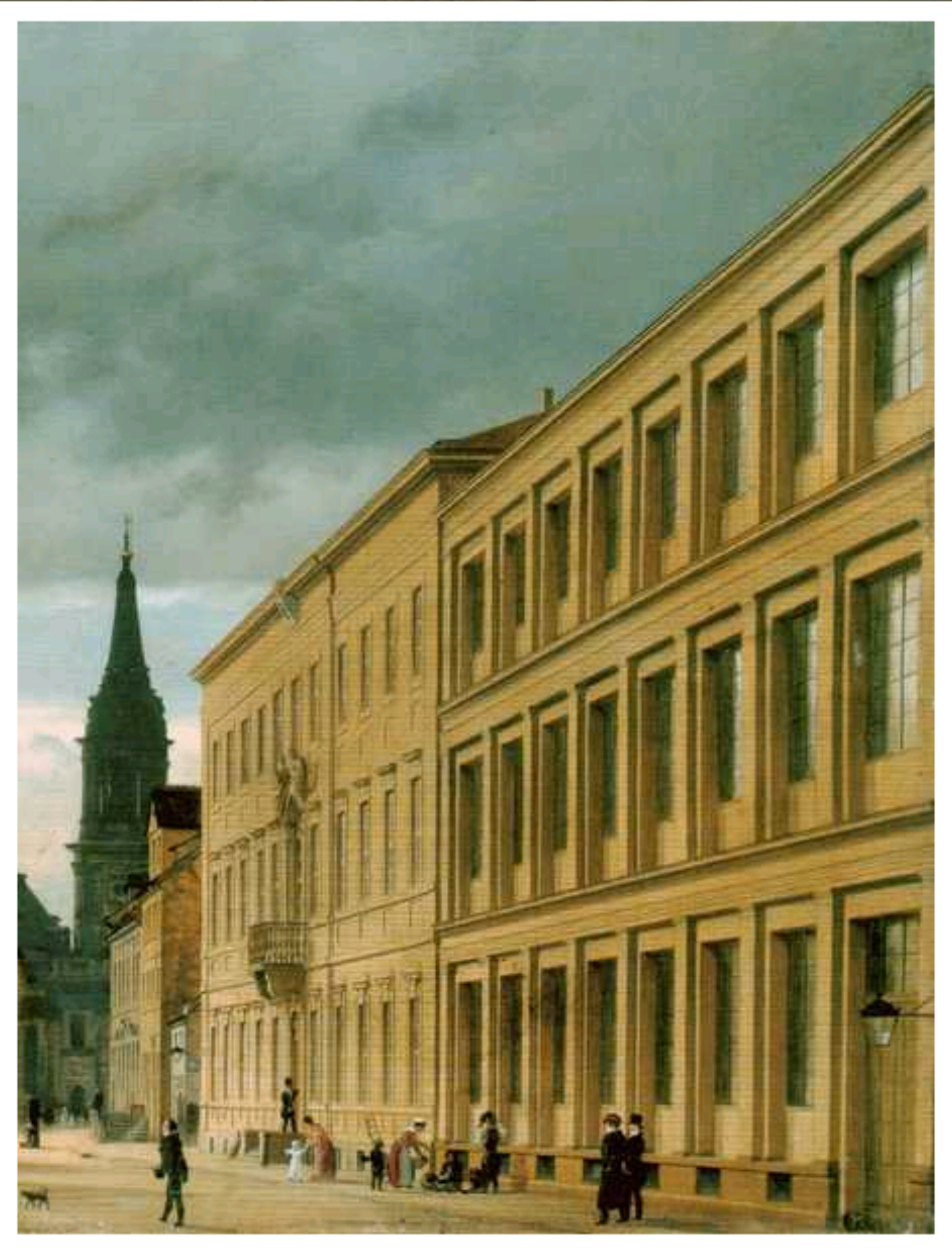
Gewerbeinstitut in Berlin-Mitte (1829)

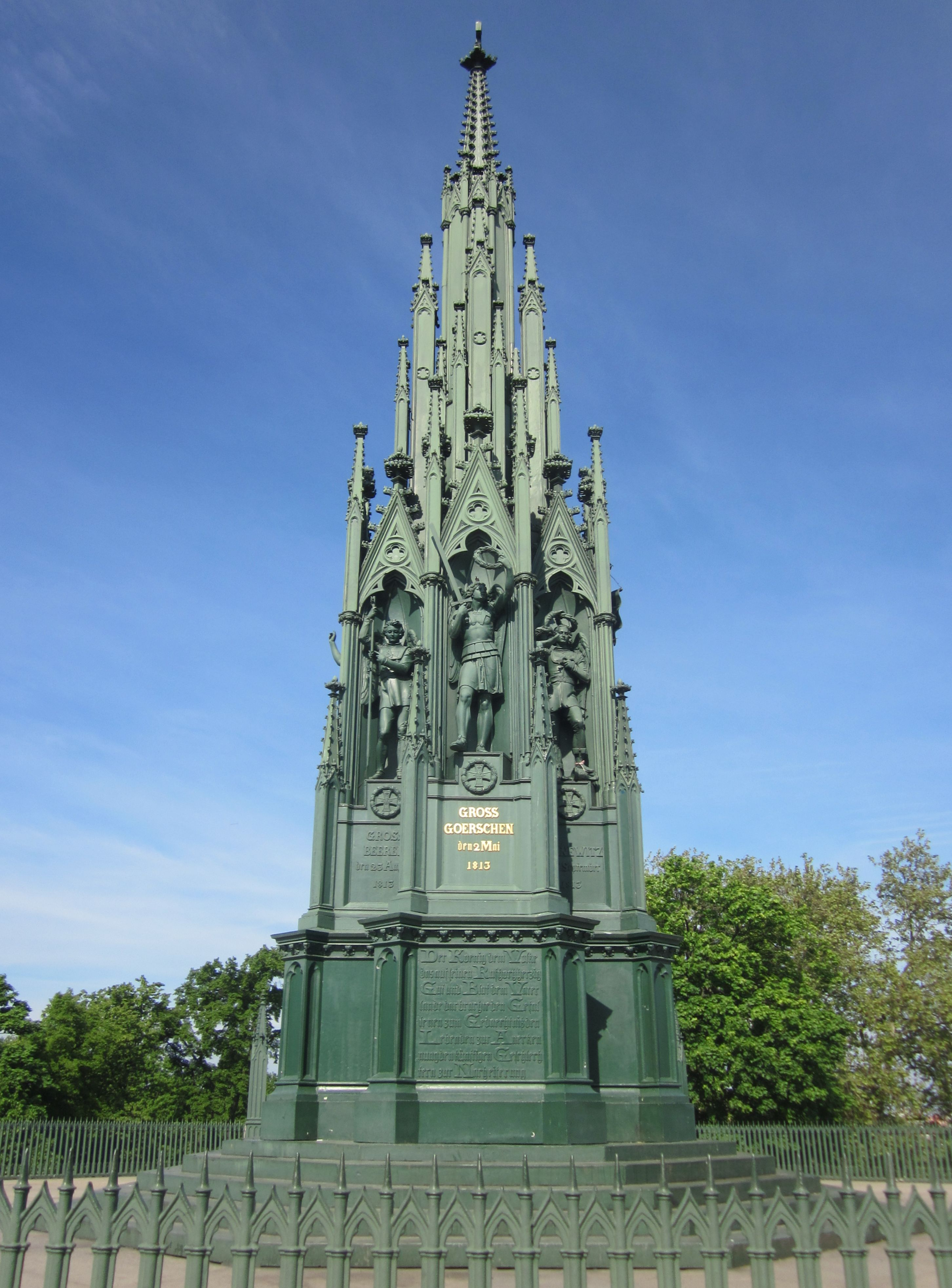
Kreuzbergdenkmal in Berlin-Kreuzberg

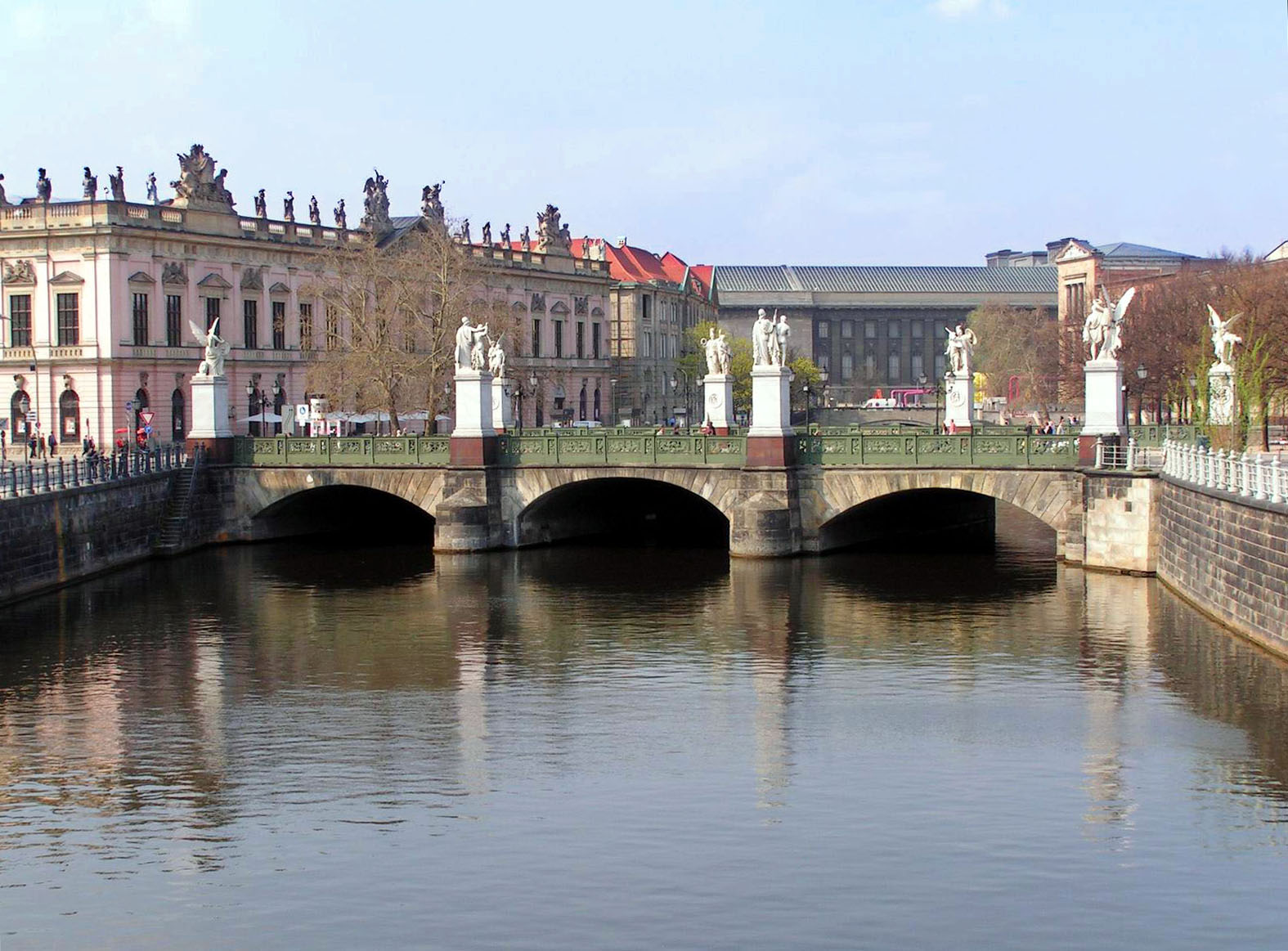
Schloßbrücke in Berlin

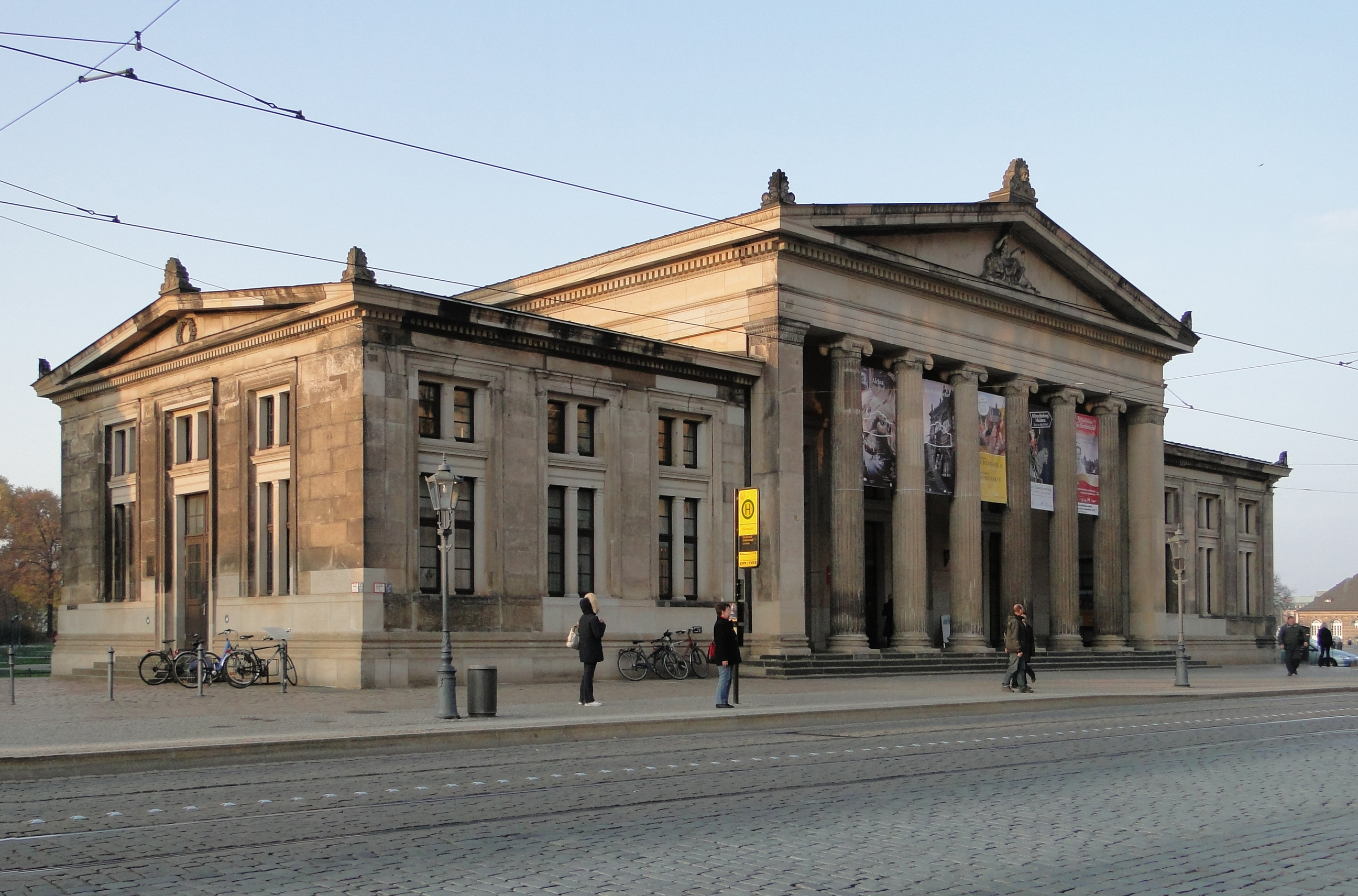
Schinkelwache in Dresden

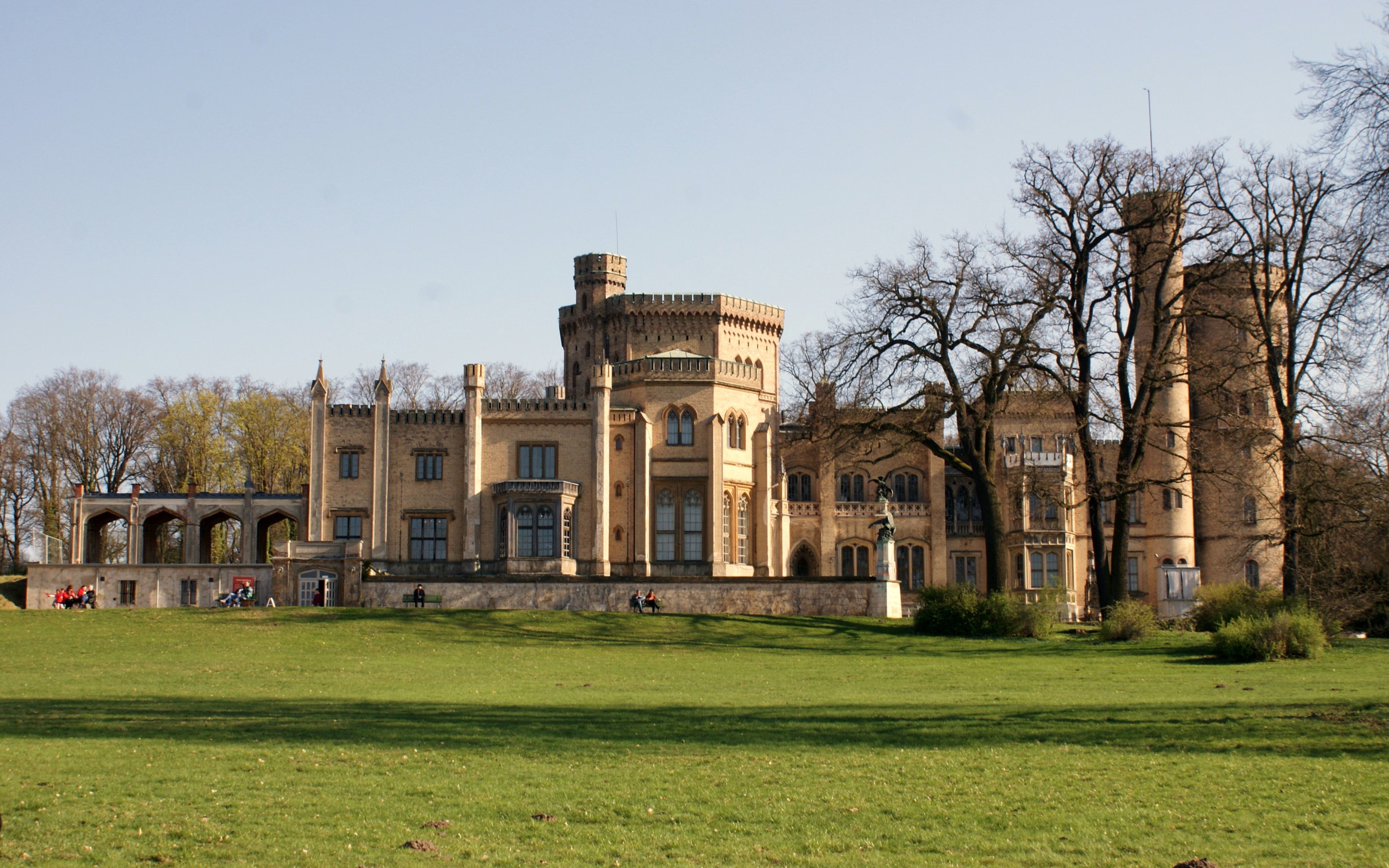
Schloss Babelsberg in Potsdam

- 1800, Pomonatempel auf dem Pfingstberg in Potsdam
- 1802, Verwalter- und Molkenhaus auf dem Vorwerk Bärwinkel bei Neuhardenberg[54][55]
- 1800 bis 1803, Wiederaufbau von Gutshof, Amtshof, Schulhaus und Kirche im abgebrannten Dorf Quilitz (heute Neuhardenberg)[6]
- 1802, Schloss Buckow (Umbau)
- 1806, Schloss Owinsk, Provinz Posen (zusammen mit Ludwig Catel)
- 1806, Schloss Rosenau (Coburg) (einschließlich erhaltener Innenarchitektur)
- 1810, Begräbnisstätte für Königin Luise in Berlin
- 1810, Schloss Ehrenburg, Coburg (vollständiger Umbau)
- 1814, Johanniterkirche Sonnenburg (Słońsk), Neugestaltung[56]
- 1814 bis 1817, Dorfkirche Glienicke (Heiligengrabe) (Ostprignitz), Achteckkirche
- 1815, Petruskapelle Alexisbad, errichtet als herzoglicher Teepavillon
- 1815, Pfarrkirche St. Martini in Nienhagen (Schwanebeck)
- 1816, Evangelische Kirche in Stuhm (poln. Sztum; Westpreußen), nach Plänen von Schinkel, Bauleitung 1816–1818 Salomo Sachs.
- 1817, Kloster Chorin, Rekonstruktion und Sanierung der Klosterkirche und umgebender Anlagen bei Eberswalde in Brandenburg
- 1817, Kreuzkirche in Joachimsthal (Barnim)
- 1817, Lehr-Escadron-Kaserne, ehemalige Militär-Arrestanstalt in Berlin
- 1818, Evangelische Kirche in Mewe (poln. Gniew; Westpreußen), nach Plänen von Schinkel, Bauleitung 1818–1823 Salomo Sachs.
- 1818, Neue Wache an der Prachtstraße Unter den Linden in Berlin-Mitte
- 1818, Schauspielhaus (Berlin) am Gendarmenmarkt in Berlin-Mitte
- 1818, Nationaldenkmal für die Befreiungskriege in Berlin-Kreuzberg
- 1819, Schloßbrücke in Berlin-Mitte
- 1819 bis 1821 Evangelische Kirche (Ozimek), deutsch Malapane
- 1819 bis 1821 St. Peter (Büderich)
- etwa 1819 bis 1822 Schloss Seifersdorf – Umbau des ehemaligen Renaissance-Schlosses nach Plänen von Schinkel im neogotischen Stil
- 1820 bis 1822 Evangelische Kirche in Wesel-Büderich
- 1821, Schloss Tegel in Berlin-Tegel (vollständige Umgestaltung für Wilhelm von Humboldt)
- 1821 bis 1824, Evangelische Kirche Bischmisheim, Achteckkirche in Bischmisheim, heute Stadtteil von Saarbrücken
- 1822, Schloss Neuhardenberg (vollständiger Umbau für Karl August von Hardenberg)
- 1822 bis 1823 evangelische Kirche Heilsberg, heute polnisch-orthodoxe Kirche St. Peter und Paul
- 1823, Luisenkirche in Berlin-Charlottenburg
- 1823, Rathaus Oels in Niederschlesien (Neubau nach Brand)
- 1823, Stadthaus (Düsseldorf) (Fassade) in der Düsseldorfer Altstadt
- 1824, Jagdschloss Antonin, Provinz Posen
- 1824, Altes Museum in Berlin-Mitte am Lustgarten, ursprünglich bezeichnet als „Königliches Museum“
- 1824, Friedrichswerdersche Kirche in Berlin-Mitte
- 1824, Potsdamer Tor in Berlin
- 1824, Villa Finkenherd des Chirurgen und Augenarztes Carl Ferdinand von Graefe im Berliner Tiergarten, im Zweiten Weltkrieg zerstört
- 1824, Pfarrkirche St. Maria Magdalena in Voigtsdorf bei Habelschwerdt
- 1825, Neuer Pavillon in Berlin-Charlottenburg (einschließlich rekonstruierter Innenarchitektur)
- 1825, Schloss Glienicke in Berlin-Zehlendorf (vollständige Neugestaltung)
- 1825, Theater Aachen in Aachen (Überarbeitung eines Entwurfs von Johann Peter Cremer)
- 1826, Alter Leuchtturm, Kap Arkona auf Rügen, Zuordnung zweifelhaft[57]
- 1826, Dorfkirche in Straupitz (Spreewald)
- 1827, Elisenbrunnen in Aachen
- 1828, Gesellschaftshaus am Klosterbergegarten in Magdeburg, nach Entwürfen von Schinkel von Friedrich Wilhelm Wolff ausgeführt
- 1828–1831 Neuer Packhof, Museumsinsel, Berlin; letztes Gebäude 1938 abgerissen
- 1829, Feilnersches Wohnhaus in Berlin
- 1829, Schloss Charlottenhof in Potsdam (einschließlich erhaltener Innenarchitektur)
- 1829, Erweiterungsbau des Gewerbeinstituts an der Klosterstraße in Berlin-Mitte, im Zweiten Weltkrieg zerstört
- 1830, Nikolaikirche am Alten Markt in Potsdam
- 1831, Altstädtische Hauptwache am Theaterplatz in Dresden
- 1831, Katholische Kirche (Neubau) in Kupferberg/Niederschlesien
- 1831, Alexander-Newski-Kirche (Kapelle) in Peterhof
- 1831, Bauakademie in Berlin-Mitte, ursprünglich bezeichnet als „Allgemeine Bauschule“
- 1832, Rathaus in Kolberg
- 1832, Immanuelkirche in Prester, heute Stadtteil von Magdeburg
- 1832, Strafanstalt in Insterburg, Ostpreußen; heute Tschernjachowsk, Oblast Kaliningrad, Russische Föderation
- 1832, Johanniskirche in Berlin
- 1833, Römische Bäder in Potsdam, Park Sanssouci
- 1833, Palais Redern am Pariser Platz in Berlin-Mitte (1906 für den Bau des Hotel Adlon abgerissen)
- 1833, St. Johanniskirche in Zittau, Überarbeitung der alten statisch mangelbehafteten Entwürfe, dabei klassizistische Neugestaltung (vorher Barock) insbesondere der Westfassade mit ihren bestehenden zwei Türmen und des Innenraums, Umsetzung durch Carl August Schramm[58][59]
- 1834, Schloss Babelsberg in Potsdam
- 1834, die sogenannten Berliner Vorstadtkirchen, darunter die Elisabethkirche
- 1834, Pläne für das Jenisch-Haus in Hamburg, in der Umsetzung erheblich modifiziert durch Franz Gustav Forsmann. Die Änderungen sind so gravierend, dass der bestehende Bau nicht mehr als Schinkelbau bezeichnet werden kann.[60]
- 1835, Kirche in Sternberg (Neumark)
- 1835, neue Berliner Sternwarte
- 1835, Schloss in Sittnow bei Vandsberg, heute Sypniewo
- 1835, Schloss Stolzenfels am Rhein (bei Koblenz)
- 1835, Alte Nazarethkirche in Berlin
- 1836, Fassade für das Hauptgebäude der Universität Leipzig
- 1836, Mittelturm des Jagdschlosses Granitz, Rügen
- 1836, Erlöserkirche in Kunnerwitz
- 1837, Akademisches Gymnasium Danzig am Winterplatz (vorher: Buttermarkt, heute: targ maslany)
- 1837, Herz-Jesu-Kirche (Glisno) 17. September eingeweiht. Gestiftet vom preußisch jüdischen Unternehmer Israel Moses Henoch.
- 1837, St.-Joseph-Kirche in Rogoziniec (Rogsen), Woiwodschaft Lebus, Polen
- 1838, Altstädtische Kirche in Königsberg
- 1838, Schloss Kamenz, Provinz Schlesien
- 1840, Kirche in Trebschen (Niederschlesien)
- 1840, Salzburger Kirche in Gumbinnen, Ostpreußen; heute Gussew, Oblast Kaliningrad, Russische Föderation
- 1840, Villa Vogelsang in Essen

### Kleinarchitekturen

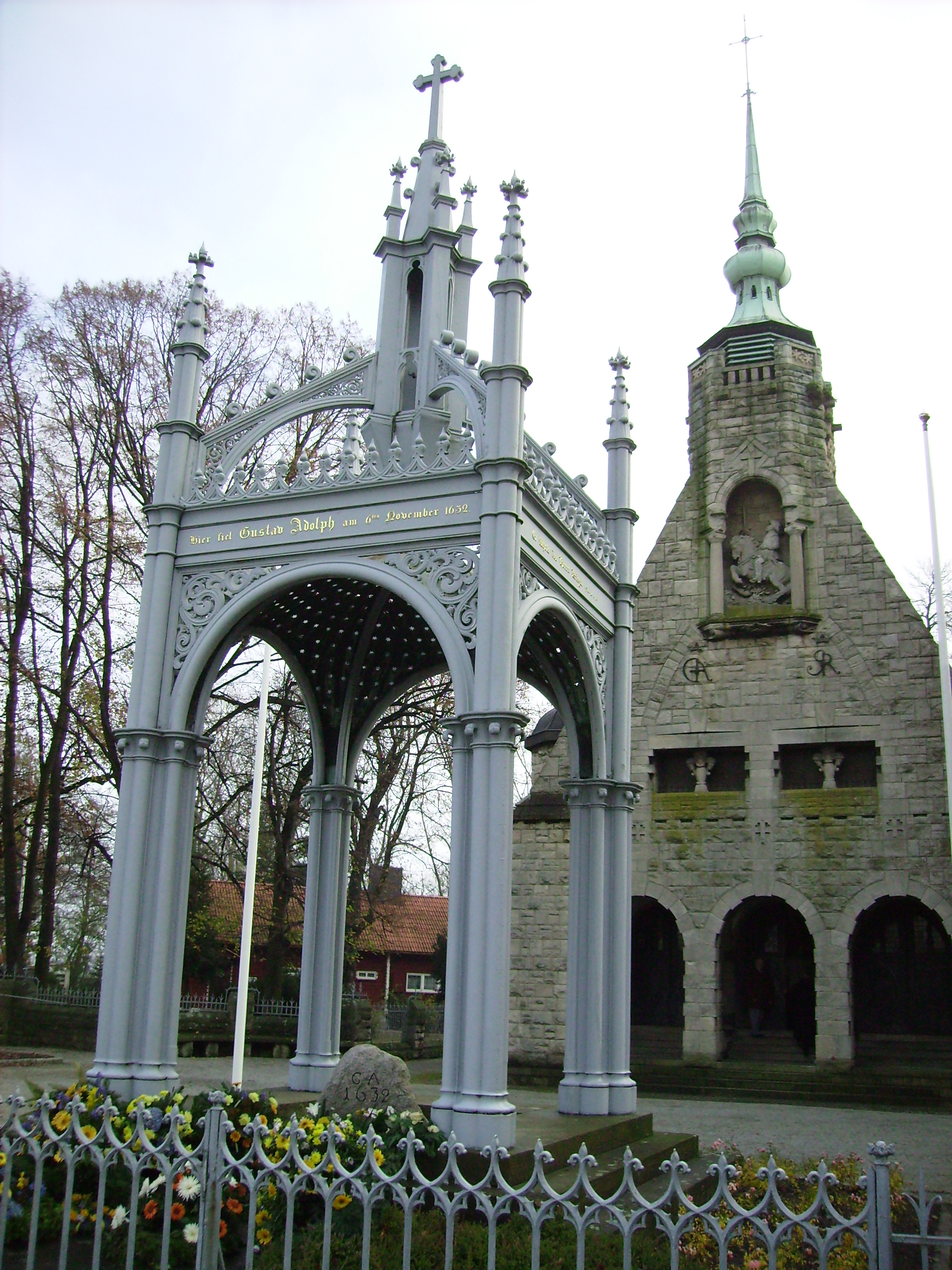
Gusseiserner Baldachin über dem Gustav Adolph Gedenkstein in Lützen, dem Ort, an dem der König von Schweden in der Schlacht fiel, Entwurf Karl Friedrich Schinkel

- 1810, Luisendenkmal in Gransee, in Gusseisen durch die Königlich Preußische Eisengießerei ausgeführt
- 1816, Denkmal an die Gefallenen der Befreiungskriege in Berlin-Spandau
- 1817, Preußisches Denkmal der Schlacht bei Kulm in Böhmen[61]
- 1821, Nationaldenkmal für die Siege in den Befreiungskriegen auf dem Berliner Kreuzberg
- 1821, Baldachin des Lutherdenkmals in Wittenberg von Johann Gottfried Schadow
- 1831, Klopstockdenkmal (mit Tieck) in der Parkanlage Brühl in Quedlinburg
- 1832, Josephskreuz auf dem Auersberg in Stolberg im Harz
- 1834, Grabmal für Gerhard von Scharnhorst auf dem Invalidenfriedhof in Berlin
- 1835, Klausenkapelle für den blinden König Johann von Böhmen in Kastel-Staadt
- 1837, Baldachin für den Gedenkstein des Gustav-Adolf-Denkmals in Lützen
- 1838, Brunnen mit dem Bildnis des Blinden Königs Johann von Böhmen, ein Geschenk an Jean-François Boch[62]
- 1841, Mausoleum für Generalfeldmarschall August Neidhardt von Gneisenau in Sommerschenburg
- 1849 (posthum), Sockelentwurf für das Paul-Friedrich-Denkmal in Schwerin

### Gemälde

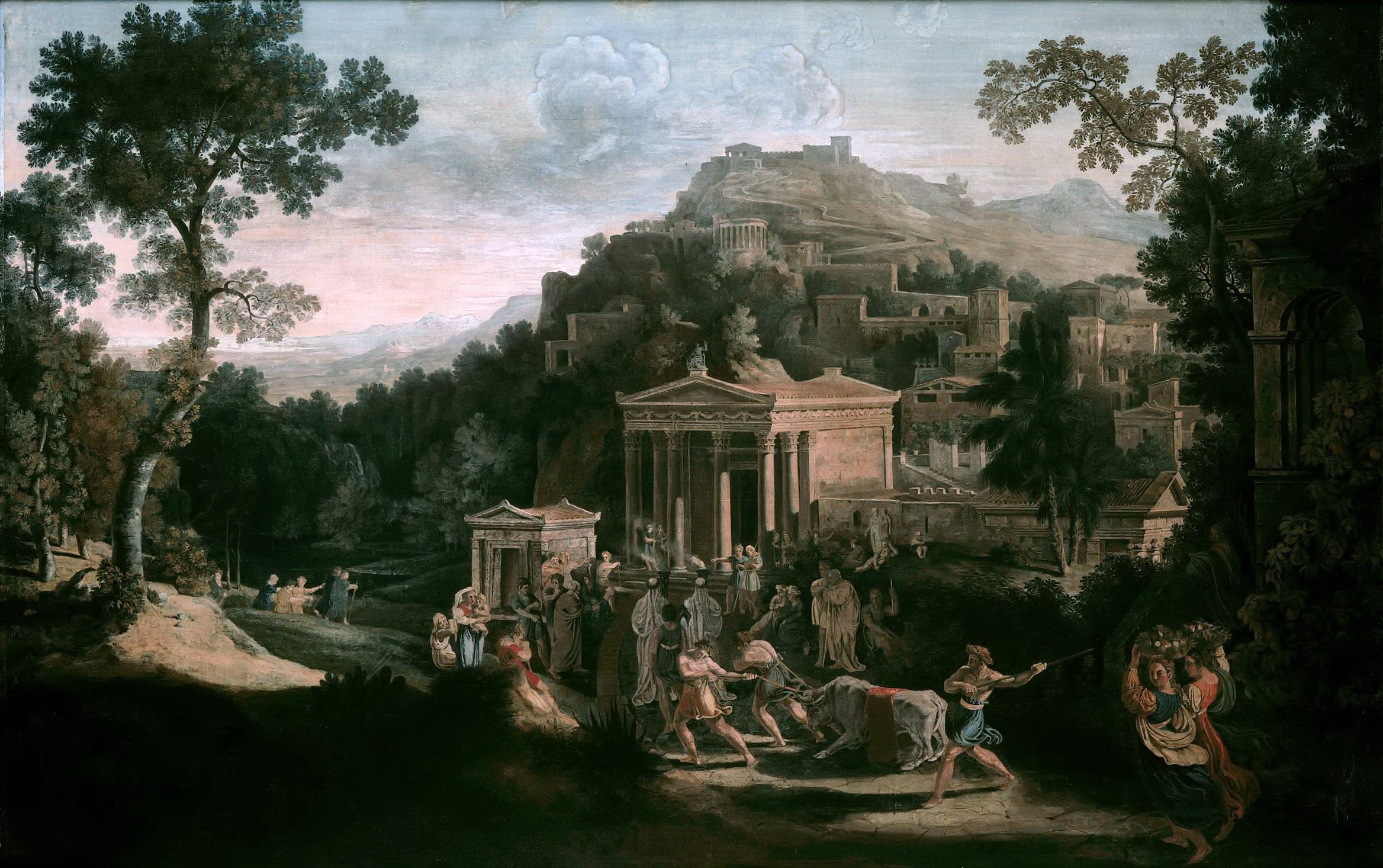
Antike Stadt an einem Berg, um 1806

- um 1800: Landschaft mit zwei badenden Kindern
- um 1806: Antike Stadt an einem Berg
- 1809: Gotische Klosterruine und Baumgruppen
- 1813: Gotischer Dom am Wasser
- 1813: Der Morgen
- 1813: Blick auf den Mont Blanc
- um 1813: Landschaft mit Pilger
- um 1814: Der Mittag
- 1815: Gotische Kirche auf einem Felsen am Meer
- 1815: Mittelalterliche Stadt an einem Fluss
- 1817: Blick auf eine italienische Landschaft
- 1817: Spreeufer bei Stralau
- 1818: Das Felsentor
- 1820: Schloss am Strom
- um 1820: Gotische Kirche auf einem Felsen am Meer
- 1821: Der Rugard auf Rügen
- 1823: Griechische Ideallandschaft mit rastenden Hirten
- 1825: Blick in Griechenlands Blüte

## Ehrungen und Mitgliedschaften

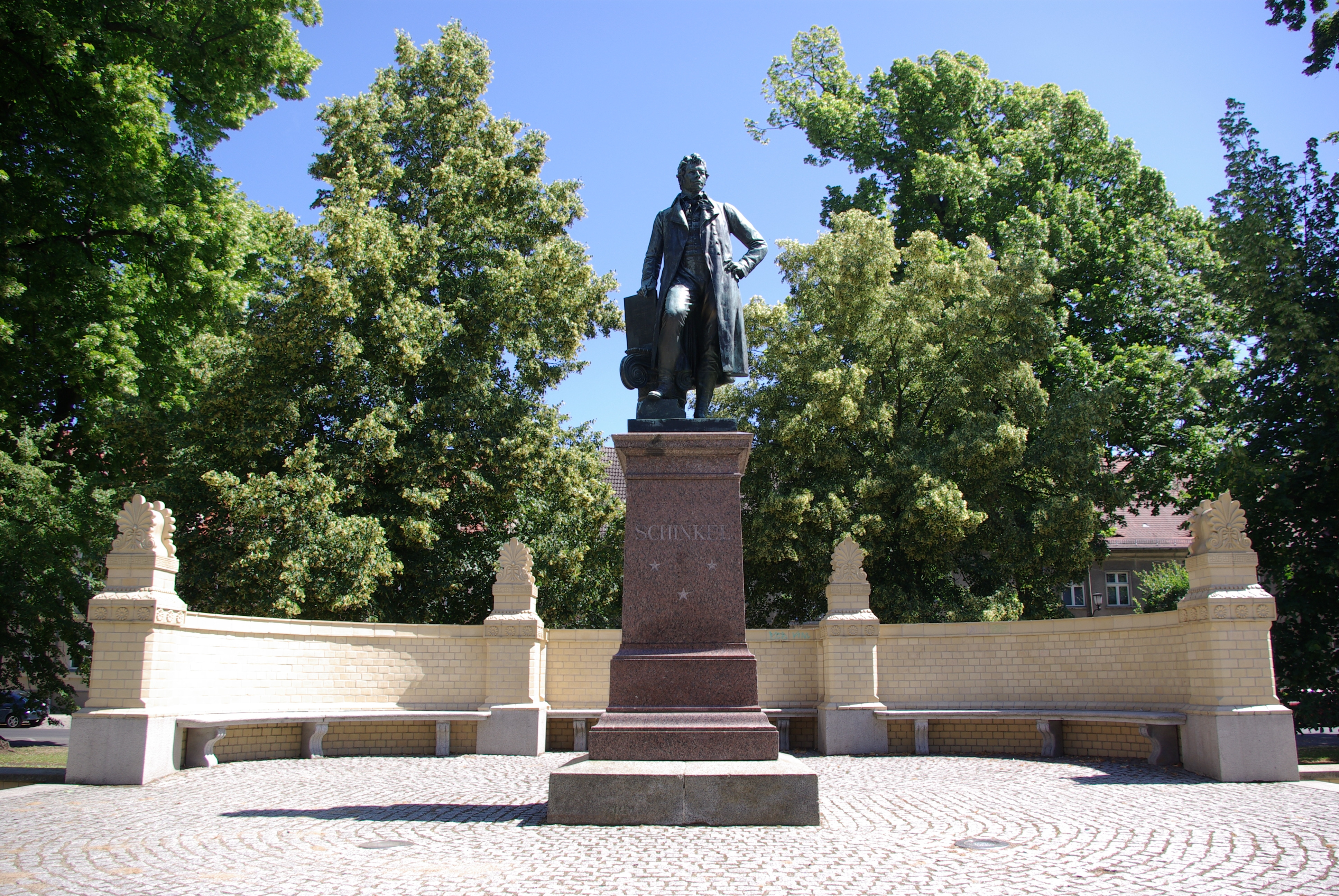
Schinkel-Denkmal in Neuruppin von Max Wiese (1883)

- Ordentliches Mitglied der Königlich Preußischen Akademie der Künste (1811)
- Mitglied der Deutschen Tischgesellschaft (1811)[63][64][65]
- Ehrenmitglied der Zelterschen Liedertafel (1813)
- Ehrenmitglied des Königlich Bayerischen Polytechnischen Vereins, München (1819)
- Roter Adlerorden III. Klasse (1821)
- Auswärtiges Mitglied der Académie des Beaux-Arts, Paris (1823)
- Ehrenmitglied der Königlichen Akademie der Schönen Künste, Kopenhagen (1824)
- Ehrenmitglied der Accademia di San Luca, Rom (1825)
- Roter Adlerorden III. Klasse mit Schleife (1833)
- Ehrenmitglied der Deutschen Gesellschaft zur Erforschung Vaterländischer Alterthümer, Leipzig (1834)
- Ehrenmitglied der Akademie der Schönen Künste, St. Petersburg, Fach Bühnendekoration (1834)
- Ehrenmitglied der National Academy, New York (1834)[66]
- Ehrenmitglied und korrespondierendes Mitglied des Royal Institute of British Architects, London (1835)
- Komturkreuz des Königlich Griechischen Erlöser-Ordens (1836)
- Roter Adlerorden II. Klasse mit Eichenlaub (1836)
- Ehrenmitglied der Akademie der Vereinigten Bildenden Künste, Wien (26. März 1836)[67]
- Ehrenmitglied der Akademie der Bildenden Künste, St. Petersburg (1838)
- Ritterkreuz des Hausordens vom Weißen Falken[68]
- Ritterkreuz des Königlich Schwedischen Nordstern-Ordens (1839)
- Ehrenmitglied der Akademie der Künste, Stockholm (1840)
- Komturkreuz des Königlich Dänischen Danebrog-Ordens (1840)

### Ehrungen im Namen Schinkels
- Seit 1852 schreibt der Architekten- und Ingenieursverein zu Berlin jährlich den Schinkelwettbewerb mit einem Preis für junge Architekten, Ingenieure und Künstler zu Ehren Schinkels aus.
- 1936 wurde für eine Reichsbanknote zu 1000 Mark sein Porträt ausgewählt[69]
- Seit 1978 wird der „Karl-Friedrich-Schinkel-Ring“ als eine der drei Kategorien des Deutschen Preises für Denkmalschutz vergeben.[70]
- Sein Denkmal – geschaffen von Friedrich Drake – steht seit 1996 wieder auf dem Schinkelplatz in Berlin-Mitte.
- 1966 gab die DDR, als erste Gedenkmünze, eine 10-Mark-Gedenkmünze heraus.
- Zum 200. Geburtstag im Jahr 1981 gab die Deutsche Post der DDR am 23. Juni zwei Karl Friedrich Schinkel gewidmete 10- und 25-Pfennig-Sondermarken heraus. Auf den Briefmarken sind das Berliner Schauspielhaus und das Alte Museum Berlin zu sehen.
- Die im September 1992 in Neuruppin gegründete Karl-Friedrich-Schinkel-Gesellschaft e. V. widmet sich dem Leben und Werk des großen Sohnes der Stadt. Seit 1993 vergibt sie den Schinkel-(Förder)-Preis und veranstaltet zum Geburts- (13. März) bzw. Sterbetag (8. Oktober) öffentliche Veranstaltungen.[71]
- In seinem Geburtsort Neuruppin wurde 1993 das Gymnasium in „Karl-Friedrich-Schinkel-Gymnasium“ umbenannt.[72]
- 2000 bis 2009 war an der TU Berlin ein „Schinkelzentrum für Architektur-, Stadtforschung und Denkmalpflege“ eingerichtet.[73][74]
- Zum 225. Geburtstag im Jahr 2006 gab das Bundesministerium der Finanzen eine 10-Euro-Silbergedenkmünze heraus und es wurde eine Sonderbriefmarke zur Erinnerung an Schinkel aufgelegt. Darauf war das Alte Museum Berlin abgebildet.
- Auf der Rückseite des letzten 5 DM-Scheins (BBk III - 1990) ist seine Unterschrift als Faksimile in der unteren rechten Ecke dargestellt.
- In Berlin-Charlottenburg-Wilmersdorf wurde die Schinkel-Grundschule nach ihm benannt.[75]

## Ausstellungen
- 1980/1981: Karl Friedrich Schinkel 1781–1841. Schinkel-Ehrung in der Deutschen Demokratischen Republik. Ausstellung im Alten Museum Berlin (Ost), 23. Oktober 1980 bis 29. März 1981.
- 1981: Karl Friedrich Schinkel – Architektur, Malerei, Kunstgewerbe. Orangerie des Schlosses Charlottenburg, 13. März bis 13. September 1981.
- seit 2006 (Dauerausstellung): Der junge Schinkel, Molkenhaus in Neuhardenberg-Bärwinkel
- 2012/2013: Karl Friedrich Schinkel. Geschichte und Poesie, Kupferstichkabinett – Staatliche Museen zu Berlin, Berlin, 7. September 2012 bis 6. Januar 2013.
- 2013: Karl Friedrich Schinkel: Architekt – Maler – Designer. Kunsthalle der Hypo-Kulturstiftung, München, 1. Februar bis 12. Mai 2013.

## Varia
Karl Friedrich Schinkel ist die Hauptfigur in der Komödie Schön. Schöner. Schinkel! von Thomas Rau. Die Histotainment-Posse zeigt Schinkel als den „hippen Designer“ Preußens, der ins moderne Berlin des 21. Jahrhunderts katapultiert wird. Die Uraufführung fand am 14. April 2023 im Theater Verlängertes Wohnzimmer in Berlin statt.

### Lebenswerk-Reihe
- Karl Friedrich Schinkel Lebenswerk, begr. von Paul Ortwin Rave, hrsg. von Helmut Börsch-Supan und Gottfried Riemann. Deutscher. Kunstverlag, Berlin / München 1939–2014. (Bisher 22 Bände.)

### Ausstellungskataloge (chronologisch)
- Karl Friedrich Schinkel 1781–1841. Schinkel-Ehrung in der Deutschen Demokratischen Republik. Ausstellung im Alten Museum Berlin (Ost), 23. Oktober 1980 bis 29. März 1981. Hrsg. Staatliche Museen zu Berlin / DDR. 2. unveränderte Auflage. Henschelverlag Kunst und Gesellschaft, Berlin 1982.
- Karl Friedrich Schinkel – Architektur, Malerei, Kunstgewerbe. Orangerie des Schlosses Charlottenburg, 13. März bis 13. September 1981. Katalog-Hrsg. Verwaltung der Staatlichen Schlösser und Gärten Berlin (West). Nicolaische Verlagsbuchhandlung, Berlin 1981, ISBN 3-87584-095-X.
- Frank Augustin, Goerd Peschken (Hrsg.): Der junge Schinkel 1800–1803. Katalog zur Ausstellung im Molkenhaus in Neuhardenberg-Bärwinkel. Deutscher Kunstverlag München/Berlin 2006, ISBN 3-422-06656-X.
- Karl Friedrich Schinkel, Geschichte und Poesie. Ausstellung Kupferstichkabinett – Staatliche Museen zu Berlin (7. September 2012 bis 6. Januar 2013) und Kunsthalle der Hypo-Kulturstiftung München (1. Februar bis 12. Mai 2013). Hirmer Verlag, München 2012, ISBN 978-3-7774-5421-4.

### Monographien, Aufsätze, Briefwechsel, Artikel (alphabetisch)
- Maria Teresa Arfini: Musical Landscape: The Correspondence Between Music and Painting in Early-Nineteenth-Century Germany. In: Music in Art: International Journal for Music Iconography. 39. Jahrgang, Nr. 1–2, 2014, ISSN 1522-7464, S. 125–144 (englisch).
- Barry Bergdoll: Karl Friedrich Schinkel. Preußens berühmtester Baumeister. Klinkhardt & Biermann, München 1994.
- Andreas Beyer: Karl Friedrich Schinkel in Paris. In: Interferenzen/Interférences. Deutschland Frankreich. Architektur 1800–2000. Hrsg. von Jean-Louis Cohen und Hartmut Frank, Ernst Wasmuth Verlag, Tübingen / Berlin, 2013, ISBN 978-3-8030-0770-4, S. 104–111.
- Peter Betthausen: Karl Friedrich Schinkel. Henschelverlag Kunst und Gesellschaft, Berlin 1983.
- Helmut Börsch-Supan: Karl Friedrich Schinkel. Bild-Erfindungen (Helmut Börsch-Supan, Gottfried Riemann (Hrsg.): Karl Friedrich Schinkel Lebenswerk, Band 20). Deutscher Kunstverlag, München/Berlin 2007, ISBN 978-3-422-06672-4
- Wolfgang Büchel: Karl Friedrich Schinkel. Rowohlt Taschenbuch Verlag, Reinbek bei Hamburg 1994.
- Johannes Cramer, Ulrike Laible, Hans-Dieter Nägelke (Hrsg.): Karl Friedrich Schinkel. Führer zu seinen Bauten. Deutscher Kunstverlag, München / Berlin 2006, ISBN 3-422-06616-0 (Band 1: Berlin und Potsdam, Band 2: Aachen bis Sankt Petersburg).
- Dieter Dolgner: Die Moritzburg in Halle. Karl Friedrich Schinkels Projekt zum Auf- und Ausbau für Universitätszwecke (= Forschungen zur hallischen Stadtgeschichte, Band 18). Mitteldeutscher Verlag, Halle 2011, ISBN 978-3-89812-858-2
- Annette Dorgerloh, Michael Niedermeier, Horst Bredekamp (unter Mitarbeit von Axel Klausmeier) (Hrsg.): Klassizismus – Gotik. Karl Friedrich Schinkel und die patriotische Baukunst. Deutscher Kunstverlag, München / Berlin 2007, ISBN 978-3-422-06686-1.
- Joachim Fest: Architekt einer Übergangsepoche. Karl Friedrich Schinkel. In: Aufgehobene Vergangenheit. Portraits und Betrachtungen. dtv, München 1993, S. 172–193.
- Theodor Fontane: Karl Friedrich Schinkel. In: Wanderungen durch die Mark Brandenburg. Band 1: Die Grafschaft Ruppin, „Am Ruppiner See“ – Neu-Ruppin (Digitalisat. zeno.org).
- Kurt W. Forster: Schinkel: a meander through work and life. Birkhäuser, Basel [2018], ISBN 978-3-0356-0778-9.
- Hannelore Gärtner (Hrsg.): Schinkel-Studien (= Seemann-Beiträge zur Kunstwissenschaft). E. A. Seemann, Leipzig 1984; OCLC 12149418.
- Andreas Haus: Karl Friedrich Schinkel als Künstler. Annäherung und Kommentar. Deutscher Kunstverlag, Berlin 2001, ISBN 3-422-06317-X.
- Andreas Haus: Schinkel, Karl Friedrich. In: Neue Deutsche Biographie (NDB). Band 22, Duncker & Humblot, Berlin 2005, ISBN 3-428-11203-2, S. 795–798 (Digitalisat).
- Karl Friedrich Schinkel. Briefe, Tagebücher, Gedanken. Ausgewählt, eingeleitet und erläutert von Hans Mackowsky. Propyläen, Berlin 1922.
- Karl Friedrich Schinkel – Architekt, Maler, Möbelgestalter, Bühnenbildner und Kunstphilosoph. U. Michas: Jeder freie Moment ist ein seliger. R. G. Scharmann: … Schinkel und das preußische Königshaus. E. Börsch-Supan: Kirchen als ‚Monumente‘ der Befreiungskriege. J. Feustel: Hinzeigen auf die höhere Welt. R. Schmook: Schinkels ländliche Bauten im Oderland. In: Die Mark Brandenburg, Heft 61, Marika Großer Verlag Berlin, 2006, ISBN 3-910134-24-6.
- Peter Kränzle: Karl Friedrich Schinkel. In: Biographisch-Bibliographisches Kirchenlexikon (BBKL). Band 9, Bautz, Herzberg 1995, ISBN 3-88309-058-1, Sp. 215–226 (Artikel/Artikelanfang im Internet-Archive).
- Franz Kugler: Karl Friedrich Schinkel. Eine Charakteristik seiner künstlerischen Wirksamkeit. Gropius, Berlin 1842 (MDZ München, UB Heidelberg), urn:nbn:de:kobv:109-opus-106551.
- Hans-Joachim Kunst: Gotikrezeption bei Kaspar David Friedrich und Karl Friedrich Schinkel. In: Melanie Ehler, Matthias Müller (Hrsg.): Schinkel und seine Schüler. Helms, Schwerin 2004, ISBN 3-935749-34-1.
- Internationales Karl-Friedrich-Schinkel-Symposium, 4. bis 6. Oktober 1995 Zittau/Sachsen. Hrsg. Organisationskomitee Schinkel-Symposium Zittau 1995, Redaktion Katrin Steinberg. Zittau 1995 (Tagungsband) und 1996 (Vortragsband).
- Werner Lorenz: „Architectur ist Construction“. Schinkel und Borsig als Baukonstrukteure. In: Technikgeschichte, 1994, Band 61, Heft 4, S. 313–328.
- Heinz Ohff: Karl Friedrich Schinkel. Edition Jaron, Berlin 2003, ISBN 3-89773-122-3.
- Heinz Ohff: Karl Friedrich Schinkel oder Die Schönheit in Preußen. Piper, München 2000, ISBN 3-492-22965-4.
- Goerd Peschken: Das architektonische Lehrbuch. Deutscher Kunstverlag, Berlin 1979; 2. Auflage 2001 (im Format leicht verkleinerter Nachdruck der Ausgabe von 1979), ISBN 3-422-06329-3 (Habilitationsschrift TU Berlin 1974, 184 Seiten).
- Stefan Pochanke: Schinkels Dienstreise auf die Insel Rügen im Jahr 1835. Aus dem bislang unveröffentlichten Reisetagebuch seiner Tochter Susanne. In: Pommern. Zeitschrift für Kultur und Geschichte, 60. Jahrgang, Heft 2/2022, S. 4–8.
- Hermann G. Pundt: Schinkels Berlin. Komet, Frechen 2002.
- Christian Raabe: Eine Ecke der Bauakademie. Zur Rekonstruktion der 'Allgemeinen Bauschule' Karl Friedrich Schinkels. Edition Imorde, Berlin 2011, ISBN 978-3-942810-04-3.
- Paul Ortwin Rave: Karl Friedrich Schinkel. Bearbeitet von Eva Börsch-Supan. Deutscher Kunstverlag, München 2. stark veränd. Auflage 1982.
- Lena Rebekka Rehberger: Eiserne Memoria: Karl Friedrich Schinkels Grabmale aus Gusseisen. In: Susanne Kähler, Wolfgang Krogel (Hrsg.): Der Bär von Berlin. Jahrbuch des Vereins für die Geschichte Berlins. 65. Jahrgang, Berlin 2016, S. 23–40.
- Lisa Riedel: Schinkel und Neuruppin. Edition Rieger. Berlin und Karwe bei Neuruppin 1993.
- Gottfried Riemann (Hrsg.): Karl Friedrich Schinkel. Reisen nach Italien. Tagebücher, Briefe, Zeichnungen, Aquarelle. Rütten & Loening Verlag, Berlin (DDR), 2. Auflage 1982.
- Eckart Rüsch: Die Baugeschichte von Quilitz (Neuhardenberg) 1793–1814. Märkische Landbaukunst und Frühwerke Karl Friedrich Schinkels. Michael Imhof Verlag, Petersberg 1997 (= Studien zur Geschichte von Neuhardenberg, Band 1, Hrsg. Heimatverein Neuhardenberg e. V.), ISBN 3-932526-18-X.
- Karl Friedrich Schinkel. In: Allgemeine Bauzeitung. 1842. S. 147–170 (Digitalisat) und S. 275–286 (Digitalisat).
- Schinkel in Berlin und Potsdam. 26 Bauten in Farbphotographien. Fotos: Gerrit Engel. Mit einer Einleitung von Barry Bergdoll und architekturhistorischen Texten von Detlef Jessen-Klingenberg. Schirmer/Mosel, München 2011, ISBN 978-3-8296-0427-7.
- Ludwig Schreiner: Karl Friedrich Schinkel und die erste westfälische Denkmäler-Inventarisation. Ein Beitrag zur Geschichte der Denkmalpflege Westfalens. Recklinghausen 1968.
- Fritz Stahl: Karl Friedrich Schinkel. Wasmuth, Berlin 1911 (Berliner Architekturwelt, Sonderheft 10); urn:nbn:de:kobv:109-1-15425846.
- Martin Steffens: K. F. Schinkel, 1781–1841. Ein Baumeister im Dienste der Schönheit. Taschen, Köln 2003, ISBN 3-8228-2443-7.
- Reinhart Strecke: Schinkel oder die Ökonomie des Ästhetischen. Lukas Verlag, Berlin 2017, ISBN 978-3-86732-295-9.
- Jörg Trempler: Das Wandbildprogramm von Karl Friedrich Schinkel, Altes Museum Berlin. Mann Verlag, Berlin 2001, ISBN 3-7861-2333-0.
- Jörg Trempler: Schinkels Motive. Matthes & Seitz, Berlin 2007, ISBN 978-3-88221-866-4 (Rezension auf H-ArtHist (H-Net)).
- Jörg Trempler: Karl Friedrich Schinkel. Eine Biografie. C.H.Beck, München 2012, ISBN 978-3-406-63830-5.
- Franz Vallentin: Schinkel, Friedrich. In: Allgemeine Deutsche Biographie (ADB). Band 54, Duncker & Humblot, Leipzig 1908, S. 17–28.
- Christoph Werner: Schloss am Strom. Die Geschichte vom Leben und Sterben des Baumeisters Karl Friedrich Schinkel. Bertuch-Verlag, Weimar 2004, ISBN 3-937601-11-2.
- Elke Katharina Wittich: Karl Friedrich Schinkel zum Beispiel. Kenntnisse und Methoden im Architekturdiskurs des frühen 19. Jahrhunderts. Berlin 2008, DNB 1023931591 (Dissertation Humboldt-Universität zu Berlin, Philosophische Fakultät III, 2008, 427 Seiten, Gutachter: Horst Bredekamp, Ulrich Reinisch. urn:nbn:de:kobv:11-100202826; PDF; 99 MB; 427 Seiten, 99,3 MB).
- Arnold Wolff (Hrsg.): Sulpiz Boisserée – Der Briefwechsel mit Moller, Schinkel und Zwirner. Unter Verwendung der Vorarbeiten von Elisabeth Christern und Herbert Rode. Greven, Köln 2008, ISBN 978-3-7743-0405-5.
- Christoph von Wolzogen: Karl Friedrich Schinkel – Unter dem bestirnten Himmel. Biographie. Band 1: Textband, Band 2: Kommentar und Register. Edition Fichter, Frankfurt 2016, ISBN 978-3-943856-33-0.
- Mario A. Zadow: Karl Friedrich Schinkel. Rembrandt Verlag, Berlin 1980, ISBN 3-7925-0267-4. Lizenzausgabe Parkland Verlag Stuttgart 1991, ISBN 3-88059-613-1.
- Mario A. Zadow: Karl Friedrich Schinkel – ein Sohn der Spätaufklärung. Die Grundlagen seiner Erziehung und Bildung. Stuttgart 2001, ISBN 3-932565-23-1.
- Mario A. Zadow: Karl Friedrich Schinkel. Leben und Werk. Edition Axel Menges, Stuttgart 2001; 3. Auflage: 2003, ISBN 3-932565-29-0.
- Hermann Ziller: Schinkel (= Knackfuß Künstler-Monographien XXVIII). Velhagen & Klasing, Bielefeld / Leipzig 1897.